# Échinodermes de Singapour

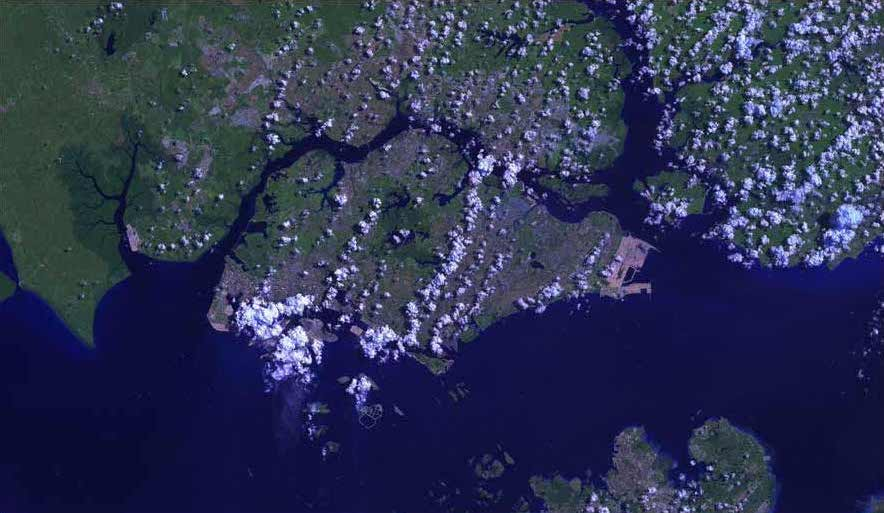
Photographie satellite de Singapour.

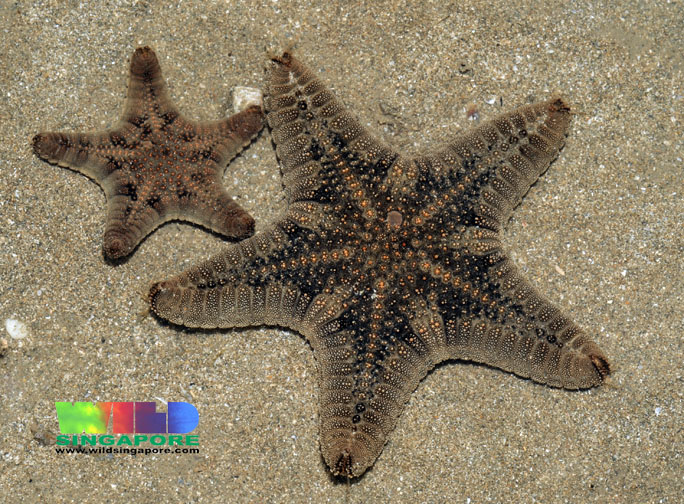
Un couple d'étoiles de mer Goniodiscaster scaber.

Les échinodermes forment un embranchement d'animaux marins benthiques présents à toutes les profondeurs océaniques, et dont les premières traces fossiles remontent au Cambrien. 
Ils comprennent actuellement 5 classes : les étoiles de mer, holothuries, oursins, ophiures et crinoïdes. Ces animaux sont généralement caractérisés par le fait que leur corps est structuré en une symétrie centrale (au lieu de bilatérale chez la plupart des animaux), généralement d'ordre 5 (« pentaradiale »), visible chez les étoiles de mer, les oursins et les ophiures, et plus discrète chez les holothuries et les crinoïdes.
Très originaux, les représentants de ce groupe possèdent un certain nombre de caractéristiques uniques dans le monde animal. Les principales sont leur symétrie générale pentaradiée (bien qu'ils restent fondamentalement bilatériens), l'existence d'un squelette constitué de plaques de calcite arrangées en stéréome, et la présence d'un système aquifère. Ils constituent un groupe proche des chordés au sein des deutérostomiens.
Les échinodermes sont des animaux lents et non agressifs, mais les oursins sont cependant équipés de piquants pouvant infliger des blessures douloureuses (ceux de la famille des Diadematidae sont même venimeux, bien que pas gravement dangereux). Les holothuries peuvent quant à elles se protéger en éjectant des tubes de Cuvier, pour les espèces qui en sont pourvues.
On compte actuellement 7 000 espèces d'échinodermes vivantes à l'échelle de la planète, dont plus de 2000 ophiures, 1900 étoiles de mer, 1250 holothuries, 950 oursins et 650 crinoïdes.
Singapour est une cité-État très urbanisée d'Asie du Sud-Est, située à la pointe sud de la péninsule Malaise entre la partie continentale de la Malaisie et l'Indonésie, sur une superficie de 699 kilomètres carrés, avec 193 kilomètres de côte, dont l'essentiel du territoire est constitué de Pulau Ujong. Malgré un taux d'urbanisation extrême et une avancée toujours plus importantes des installations artificielles sur la mer, la région de Singapour a réussi à conserver une biodiversité marine très importante. 
Aux alentours de Singapour, les cinq classes d'échinodermes sont représentées de manière relativement homogène. Une étude scientifique récente portant sur la Mer de Chine méridionale a recensé 982 espèces d'échinodermes (soit 14 % des échinodermes connus) dont 112 endémiques, toutes profondeurs confondues : 227 étoiles de mer, 272 ophiures, 113 crinoïdes, 167 oursins et 203 holothuries.
Le présent article est donc non exhaustif, mais présente les espèces les plus communes aux profondeurs de baignade ou de plongée récréative des alentours de Singapour. 
Les photos ne provenant pas de Singapour (mais illustrant des espèces dont la présence y est avérée) sont marquées par un symbole "‡". 

## Étoiles de mer
La classe des Asteroidea (les étoiles de mer) comprend environ 1 900 espèces réparties dans tous les océans. On peut en trouver à toutes les profondeurs, de la zone de balancement des marées à −6 000 mètres de fond. Elles peuvent avoir cinq bras ou davantage. Toutes ont un disque central portant en partie supérieure (face « aborale ») l’anus et le madréporite, et sur la face inférieure (face « orale ») une bouche dépourvue de dents mais par laquelle certaines astérides peuvent « dévaginer » leur estomac pour le projeter sur la proie et commencer ainsi à la digérer de façon externe. 
L'étoile la plus caractéristique de la région est la grosse étoile cornue Protoreaster nodosus, mais elle est malheureusement en régression rapide en raison de sa surpêche à des fins touristiques.

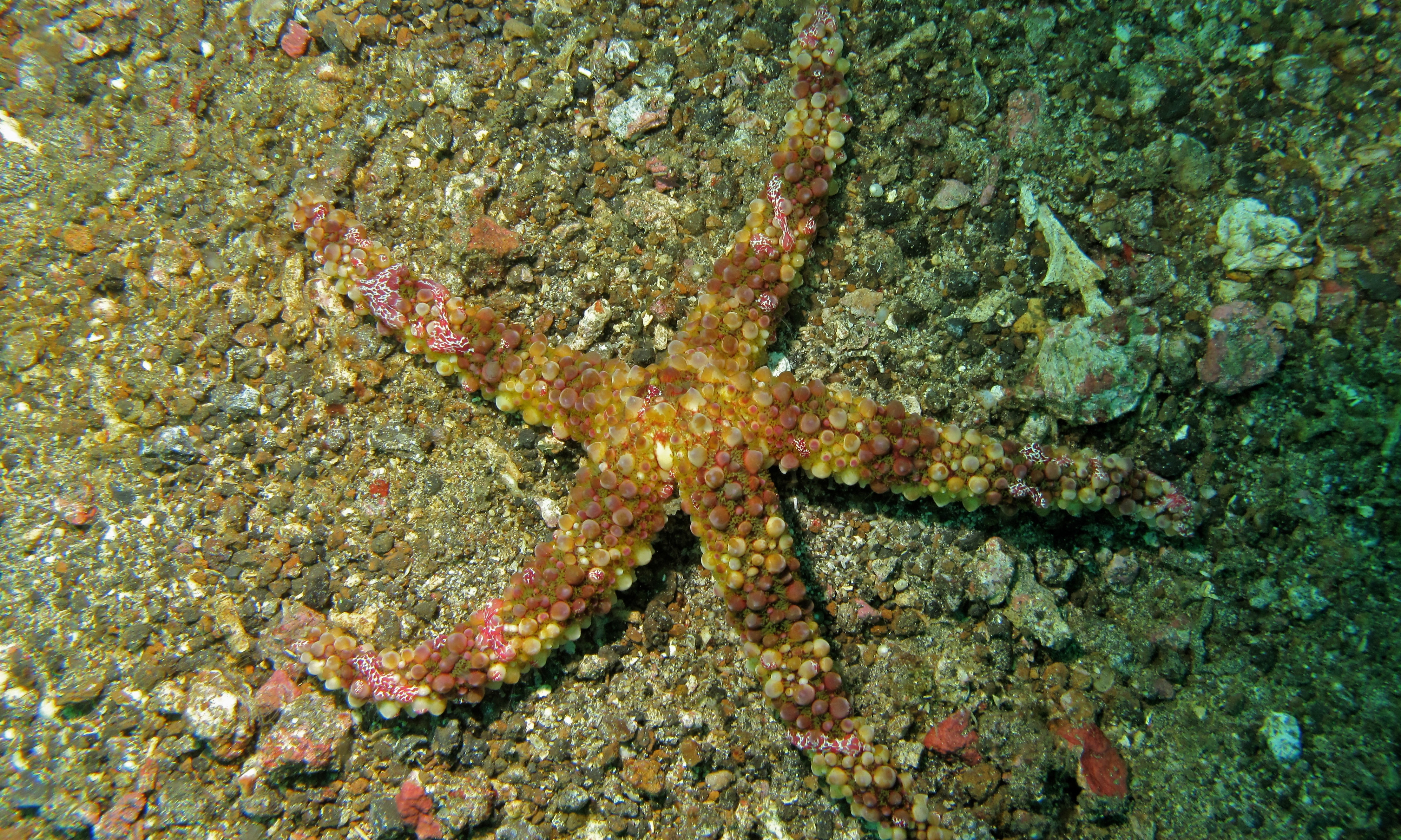
Echinaster callosus ‡
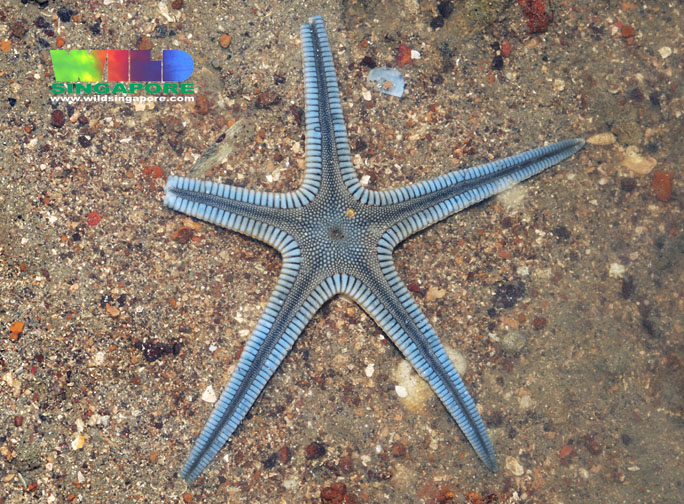
Craspidaster hesperus
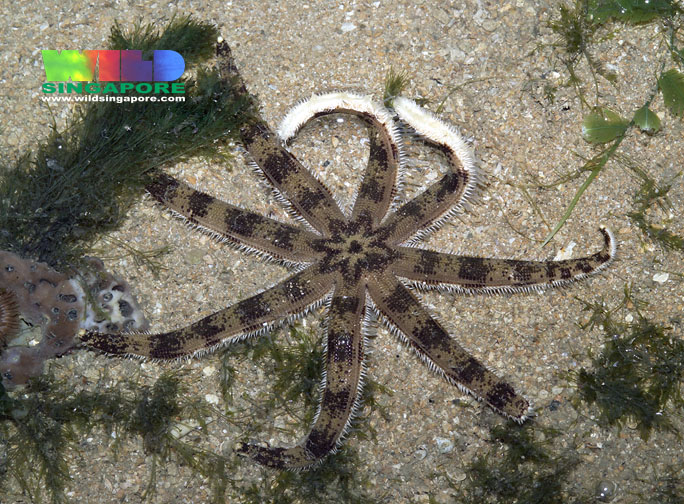
Luidia maculata
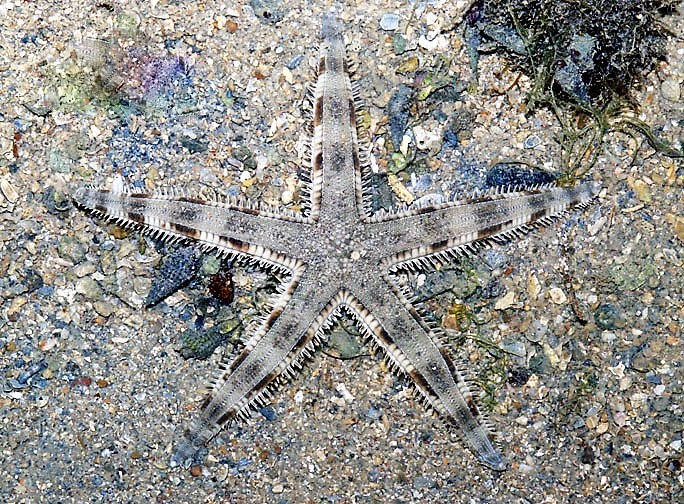
Archaster typicus
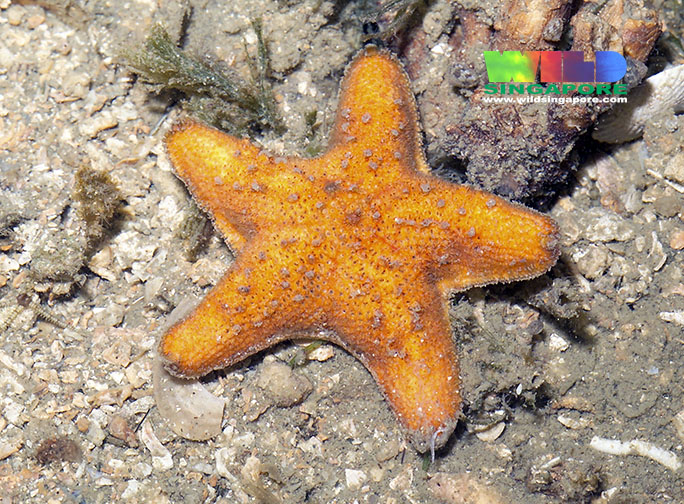
Aquilonastra coronata
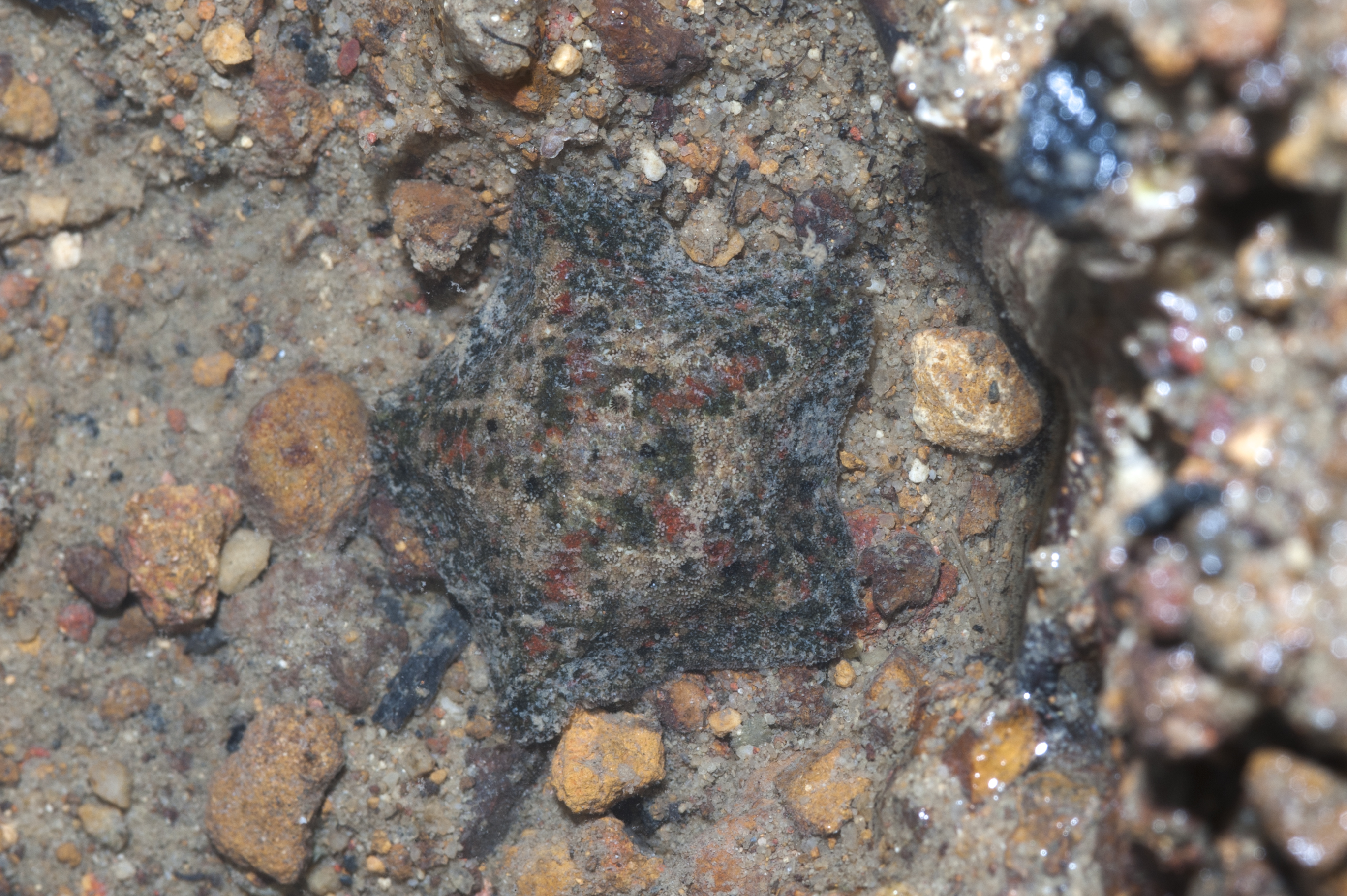
Cryptasterina pentagona
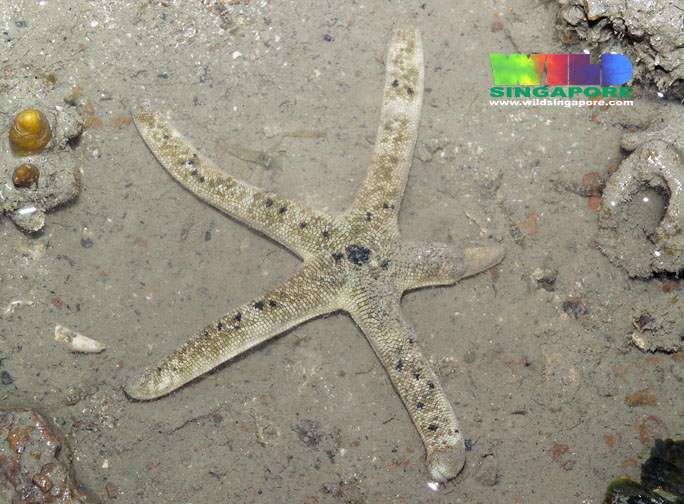
Nepanthia maculata
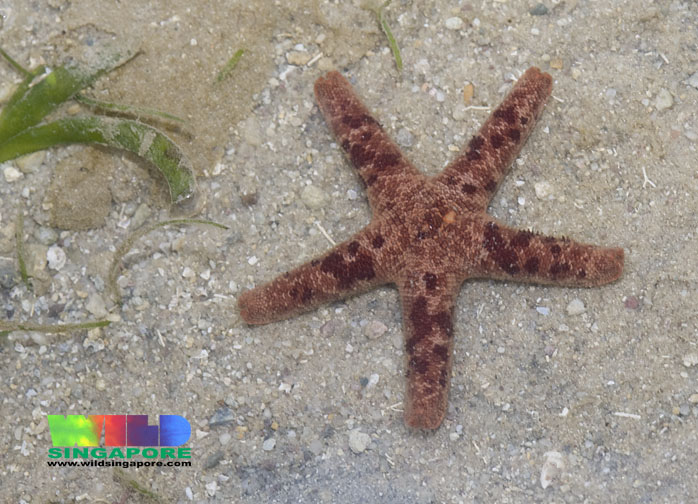
Nepanthia belcheri
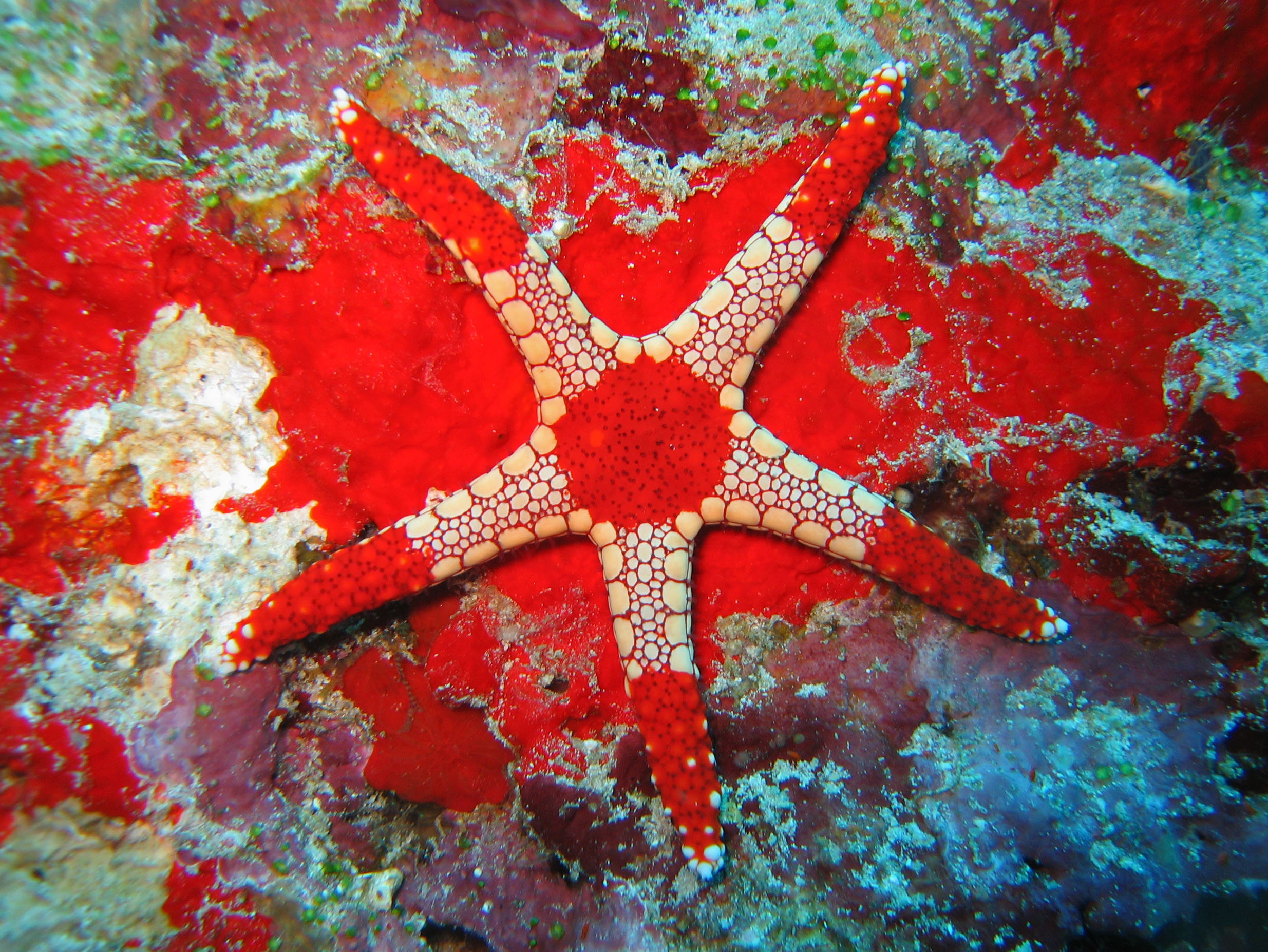
Fromia monilis ‡
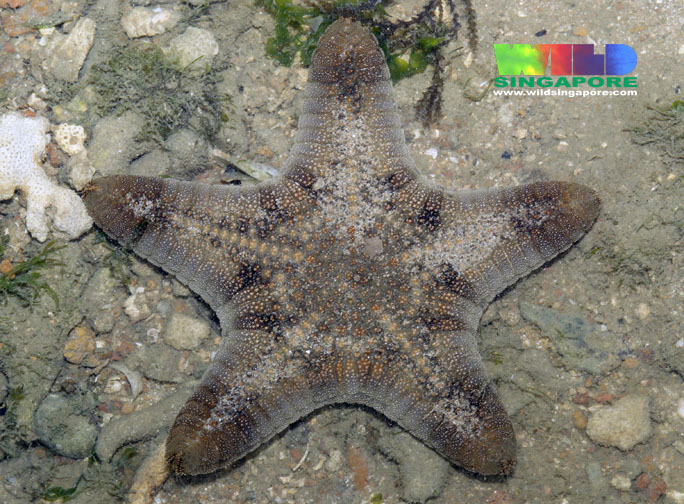
Goniodiscaster scaber
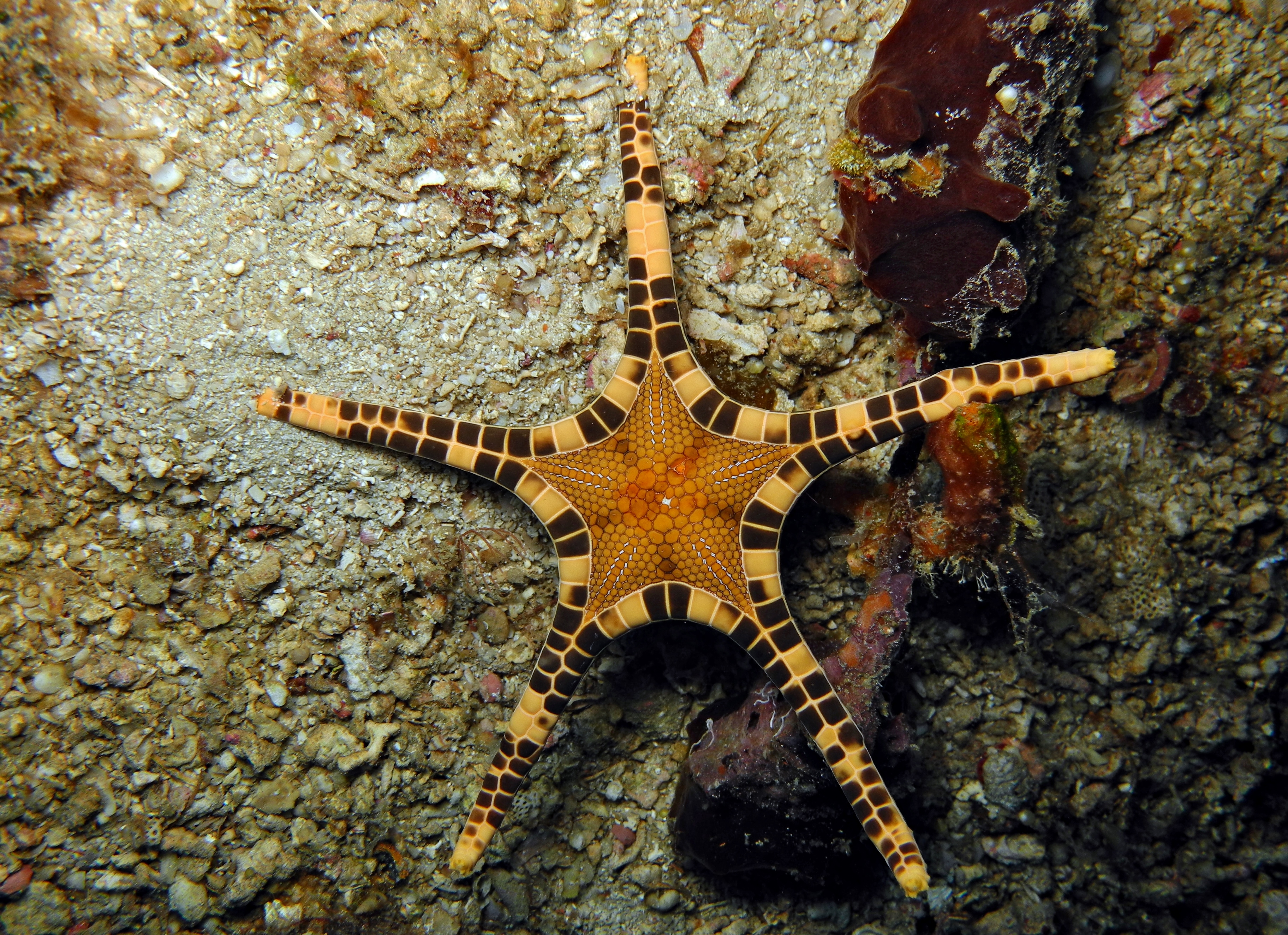
Iconaster longimanus ‡
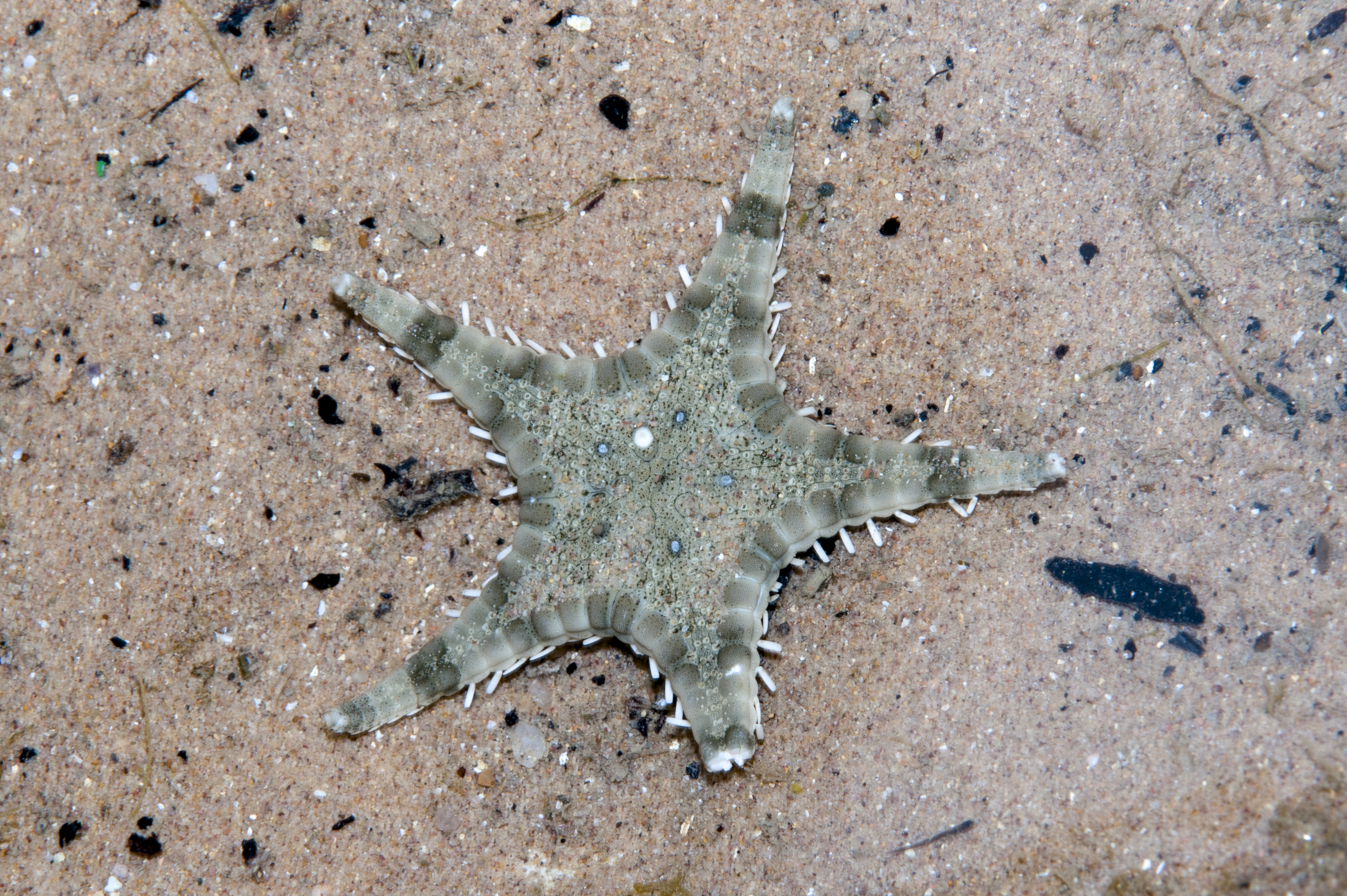
Stellaster childreni
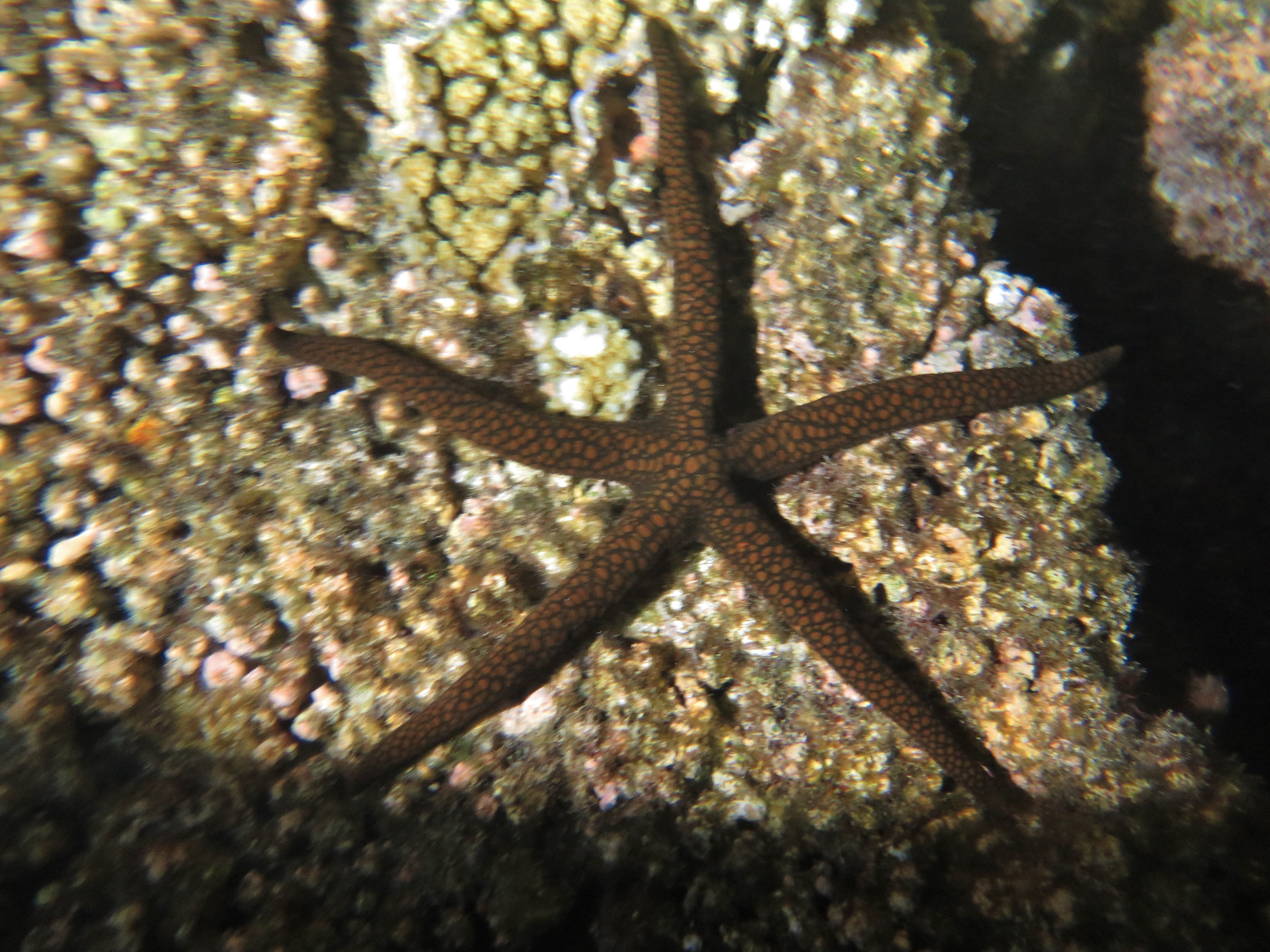
Nardoa galatheae ‡
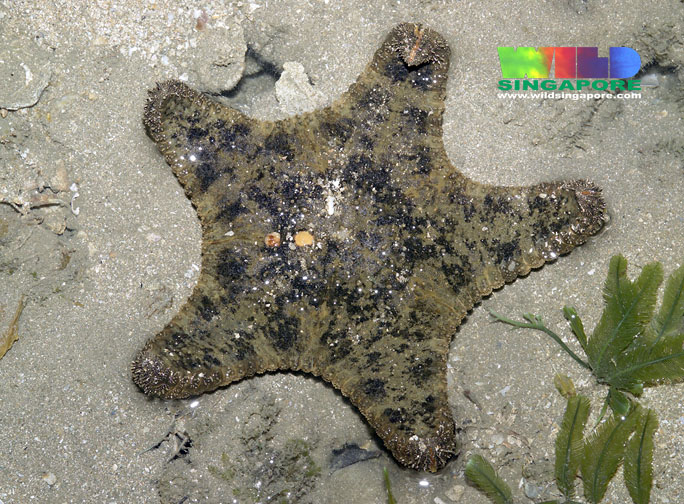
Anthenea aspera
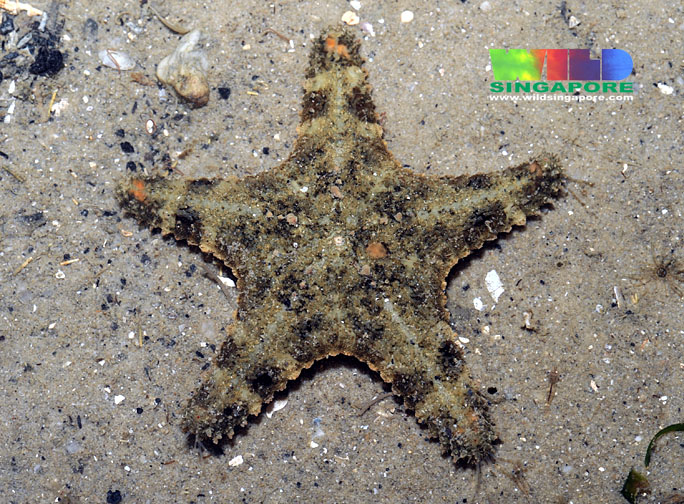
Gymnanthenea laevis
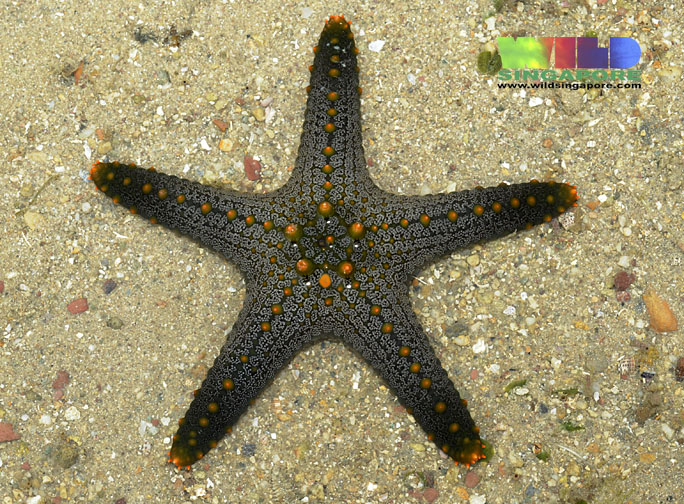
Pentaceraster mammillatus
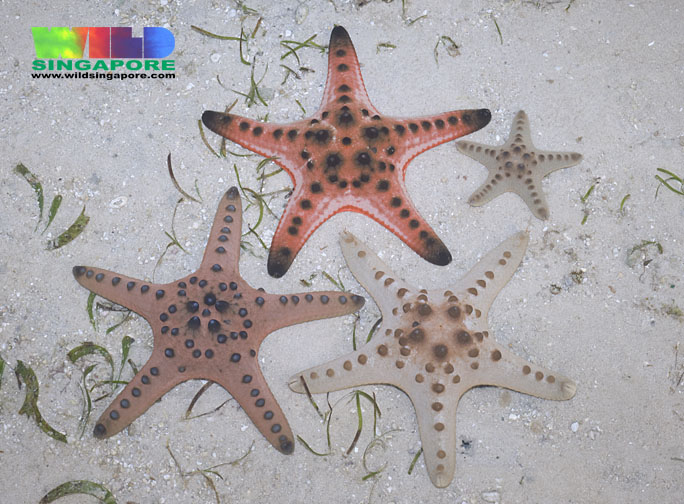
Protoreaster nodosus
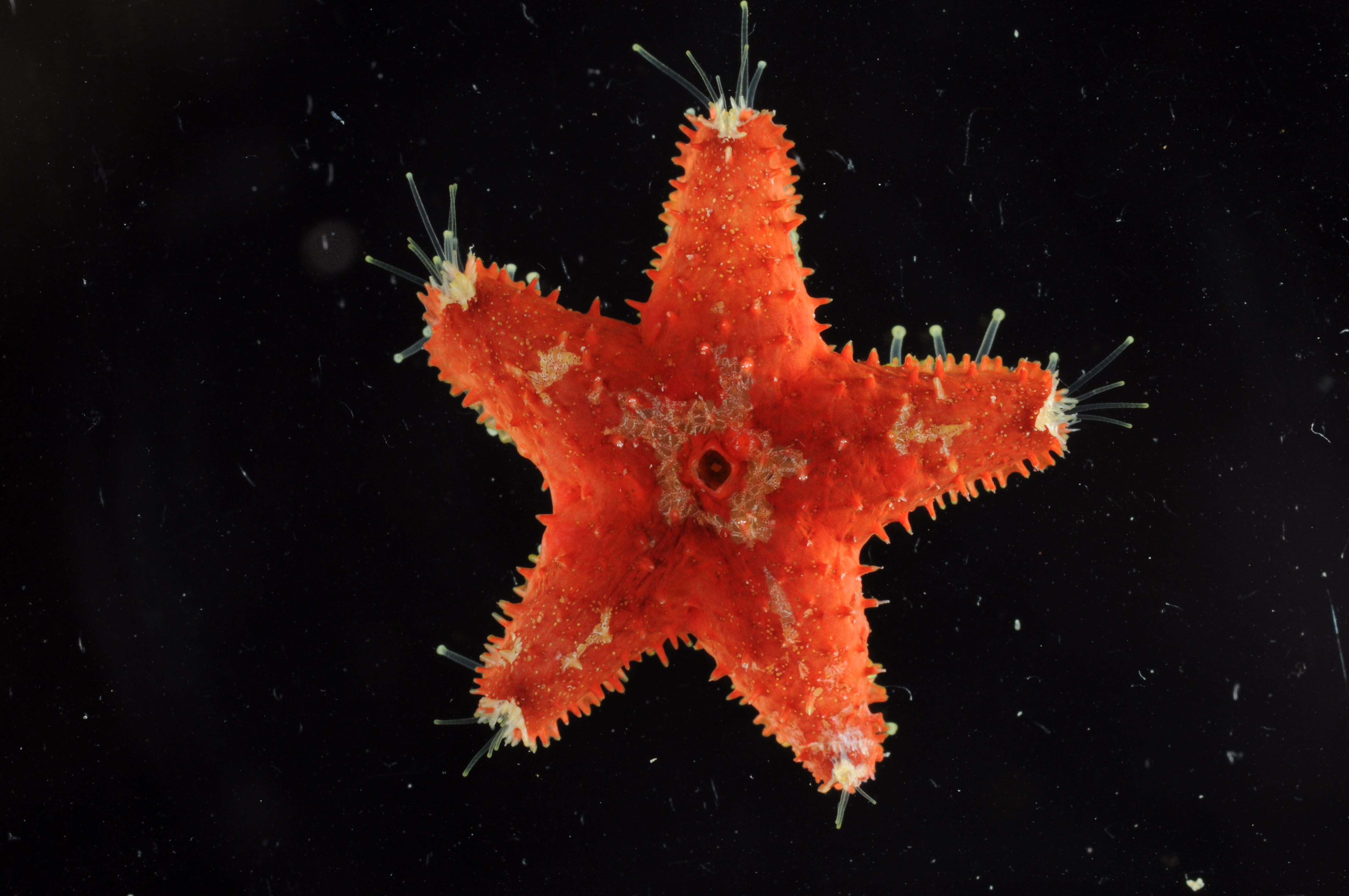
Euretaster insignis ‡

Non illustrées : Disasterina ceylanica, Anthenea pentagonula, Echinaster stereosomus, Metrodira subulata, Fromia armata, Luidia longispina malayana, Luidia penangensis, Luidia prionota, Ophidiaster granifer, Tamaria fusca, Anthenea flavescens, Goniodiscus articulatus, Goniodiscaster forficulatus 

## Ophiures
Les ophiures (du grec ophis, « serpent », et oura, « queue ») ne sont pas des étoiles de mer, mais un groupe proche (toutes deux font partie de la sous-classe des Asterozoa). Parmi les différences on trouve des bras très fins et très souples, indépendants du corps, qui ne se touchent pas à leur base, et l’absence d’anus (les rejets se font par la bouche). Elles sont de surcroît beaucoup plus rapides, et se déplacent en se portant sur leurs longs bras. Le corps discoïdal est aplati sur la face inférieure, et généralement bombé en face supérieure.
Les ophiures sont des charognards et détritivores rapides et abondants, qui passent la journée dissimulés dans des trous ou sous des roches et sortent la nuit pour se nourrir sur le fond. Quand elles sont manipulées, la plupart des espèces peuvent sectionner leurs bras pour échapper à leur prédateur : celui-ci repoussera en quelques semaines ou mois. 
Il existe un ordre d’ophiures dont la morphologie est totalement différente, les Euryalida ou « gorgonocéphales », dont les nombreux et longs bras très ramifiés se déploient la nuit pour capturer le plancton.

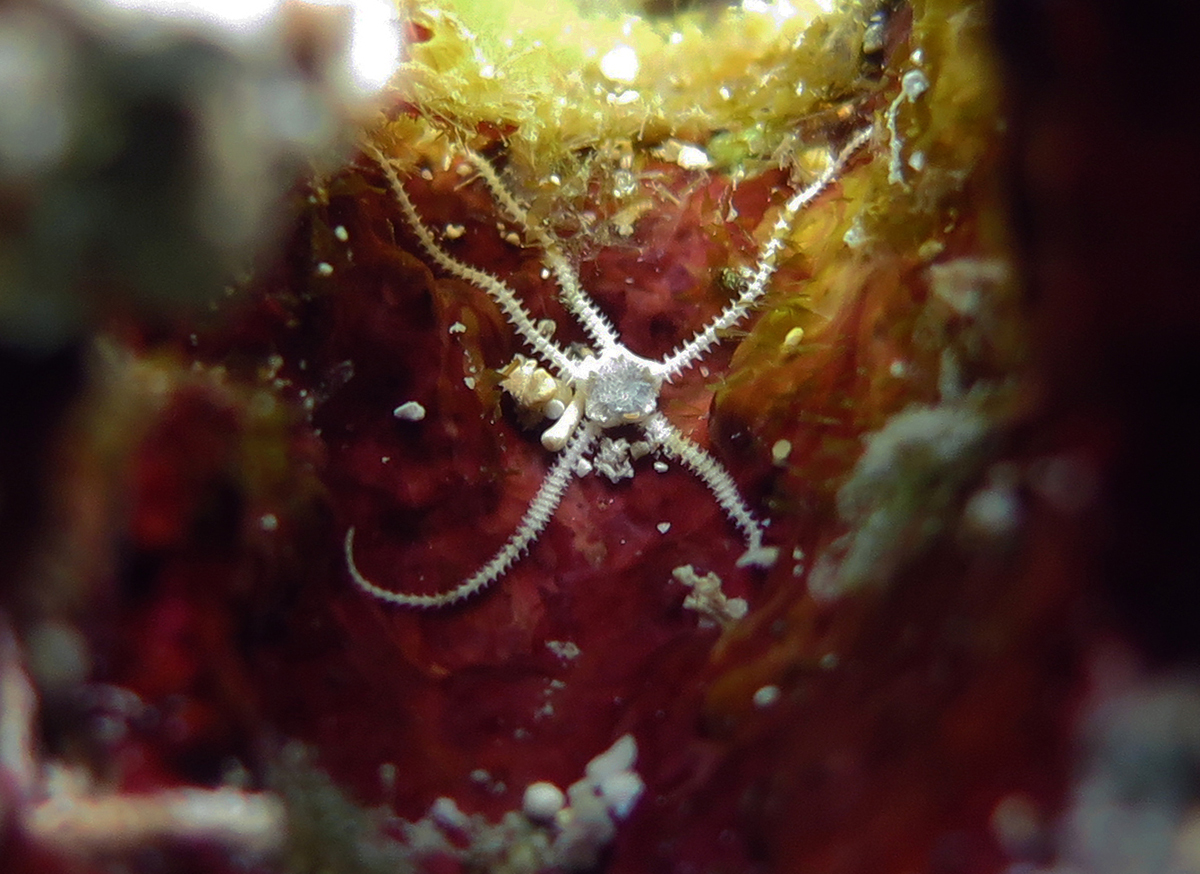
Amphipholis squamata ‡
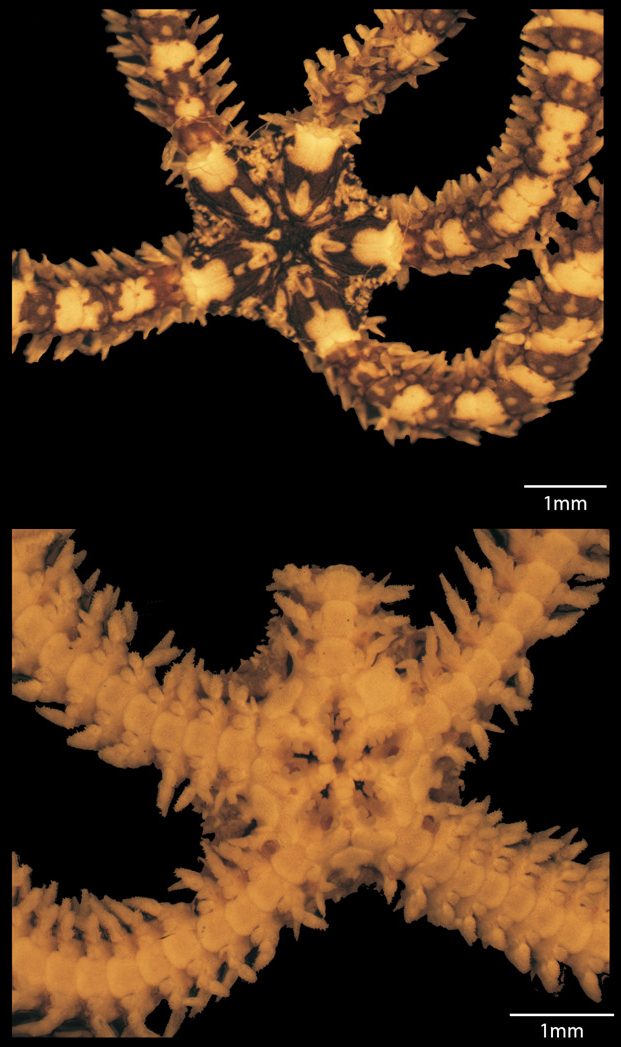
Ophiactis picteti ‡
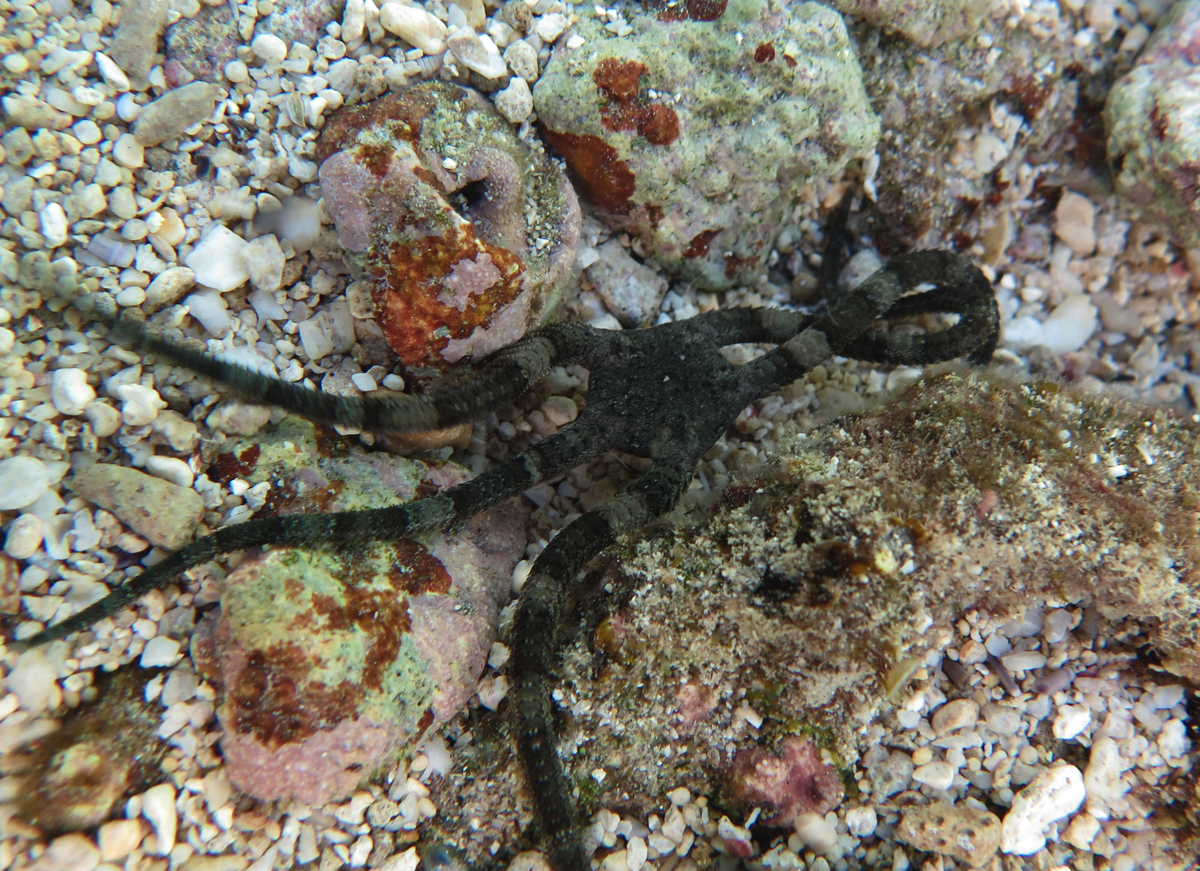
Ophiarachnella gorgonia ‡
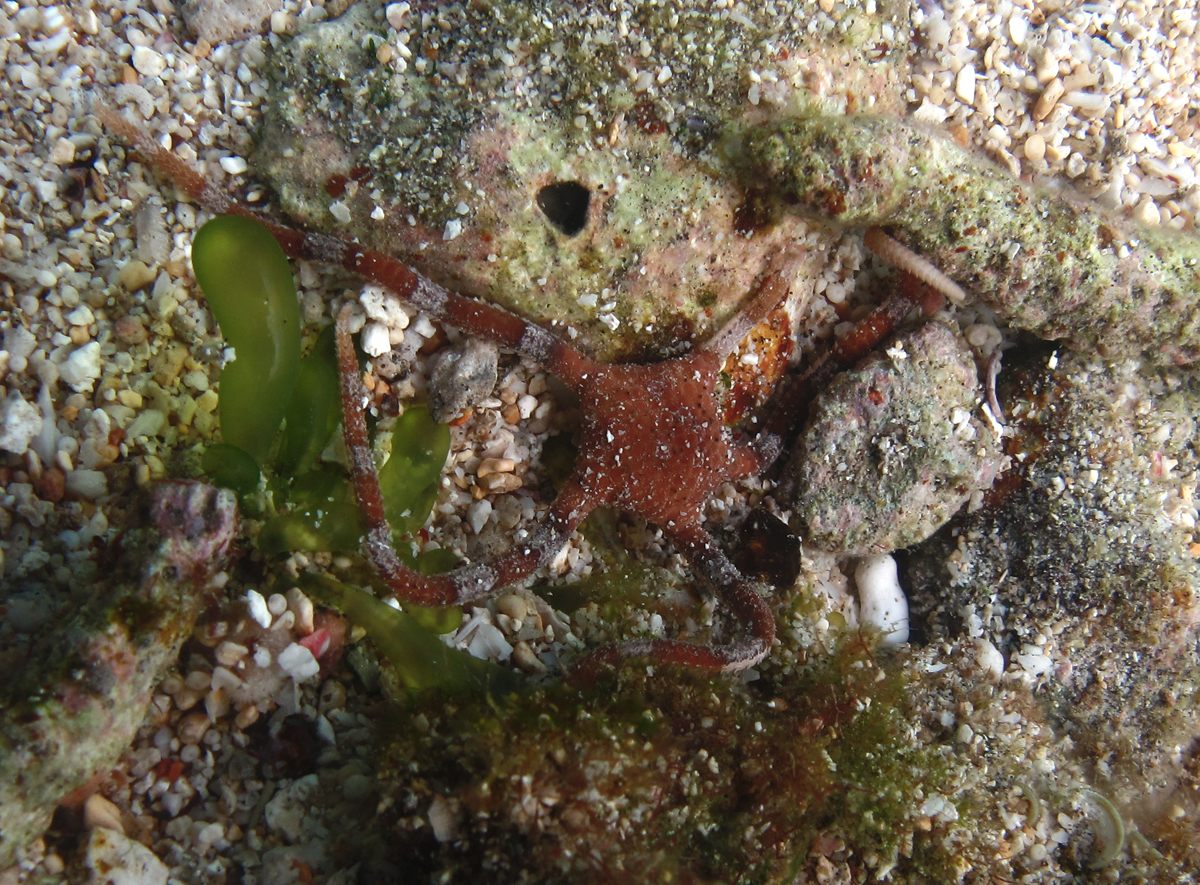
Ophiolepis cincta ‡
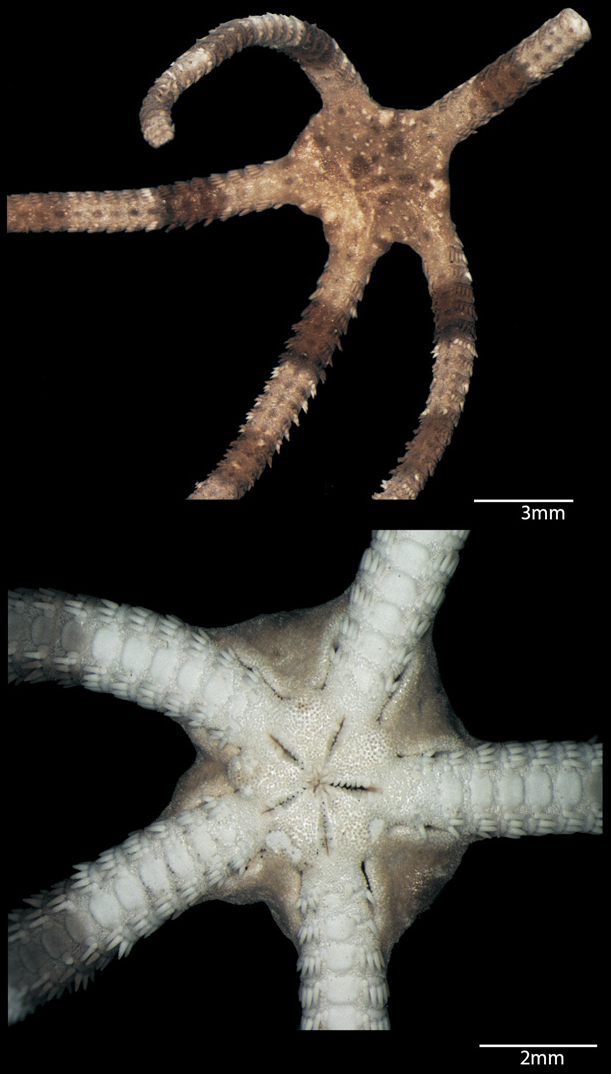
Ophiodyscrita acosmeta ‡
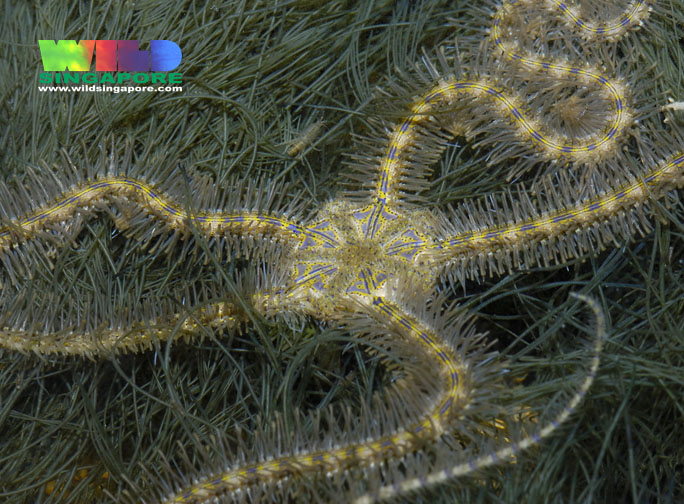
Macrophiothrix lineocaerulea
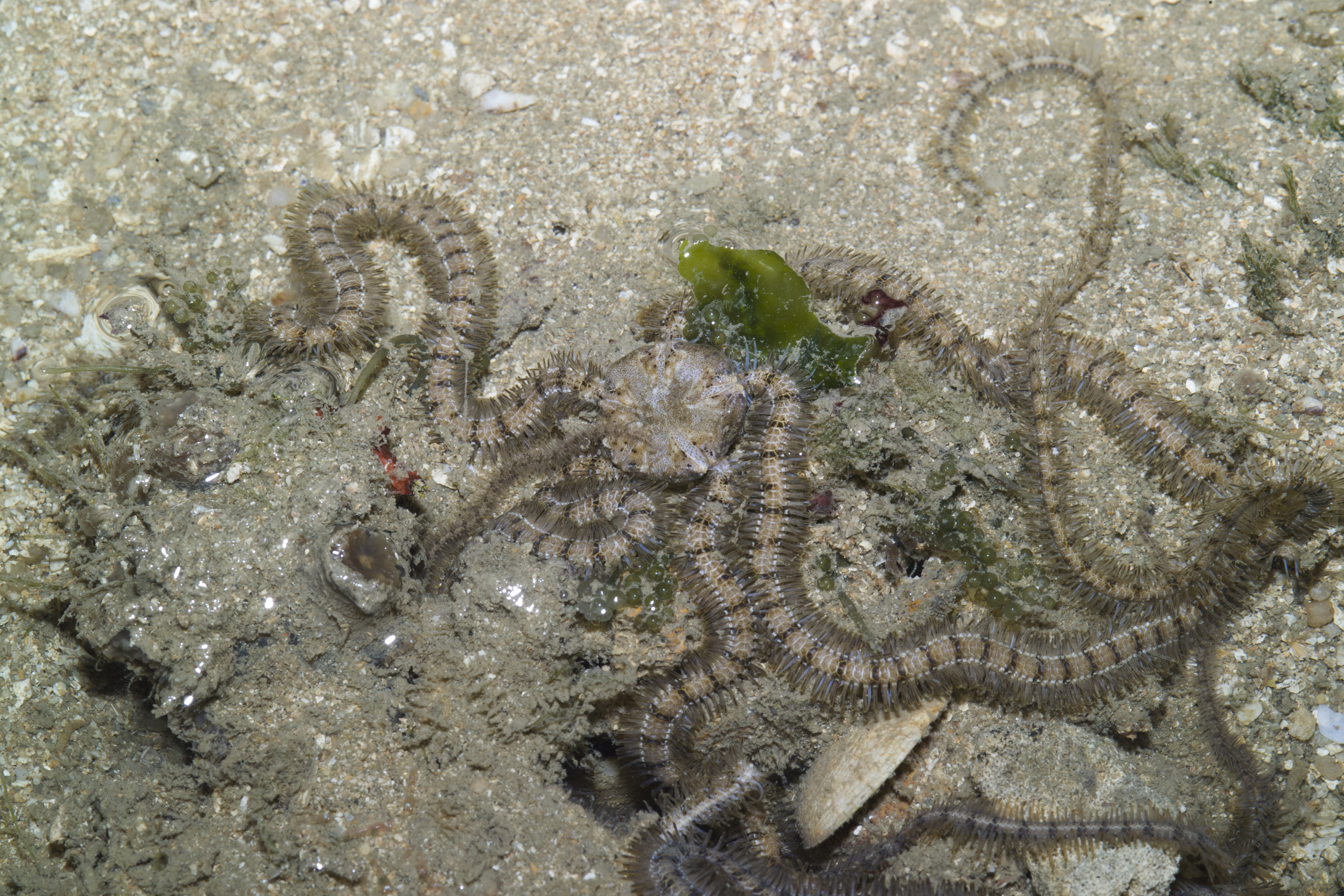
Macrophiothrix longipeda
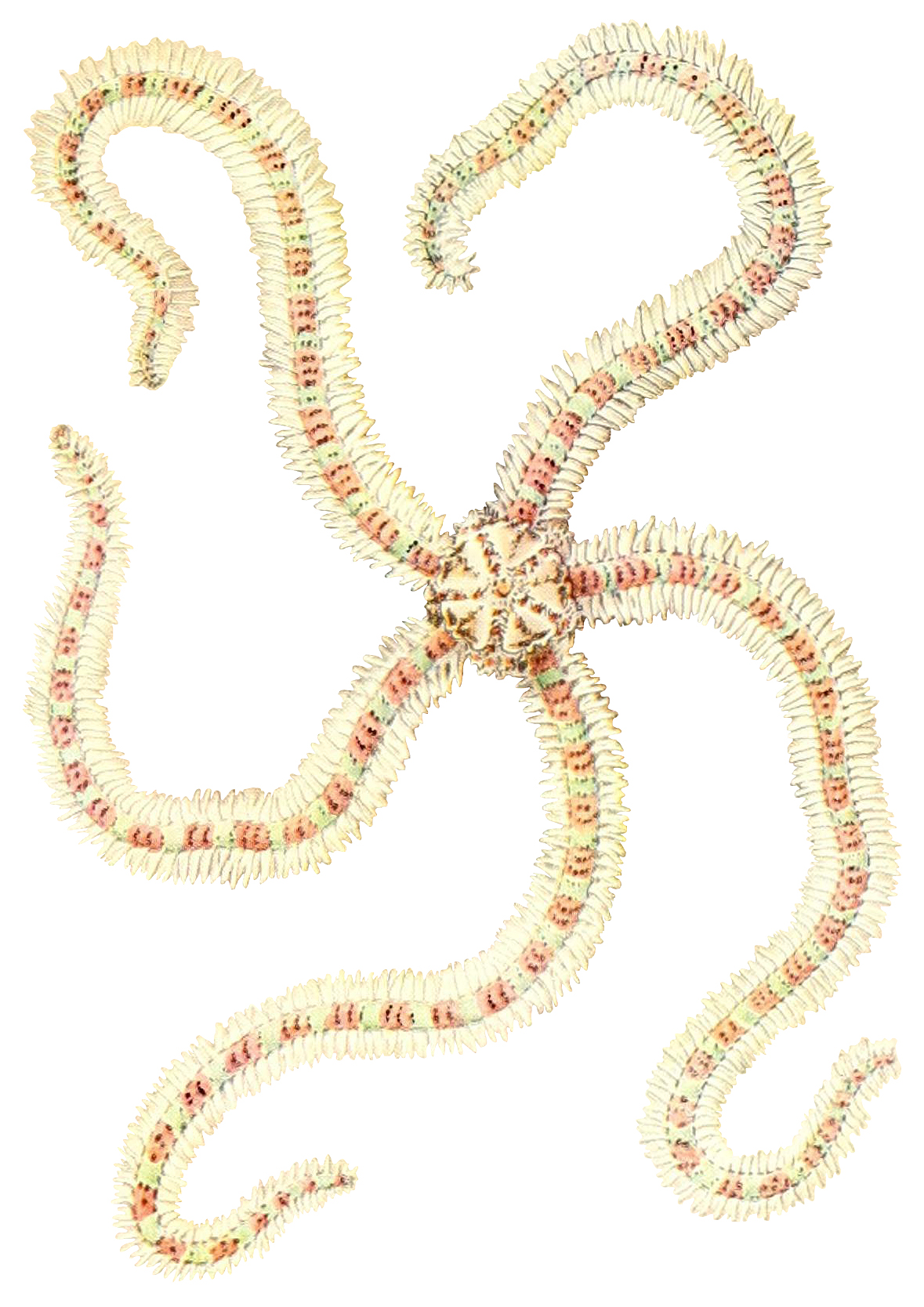
Macrophiothrix melanosticta ‡
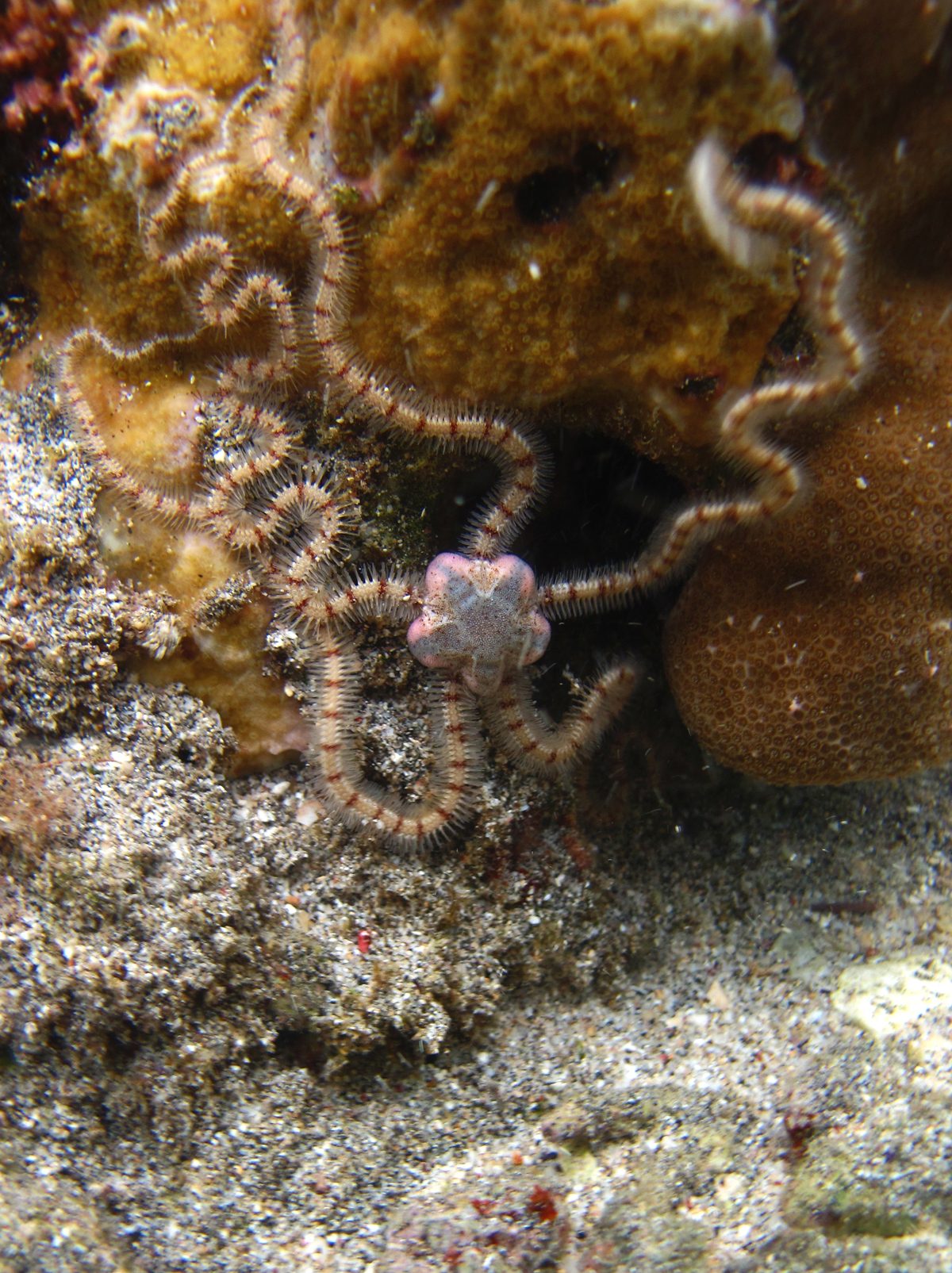
Macrophiothrix propinqua ‡
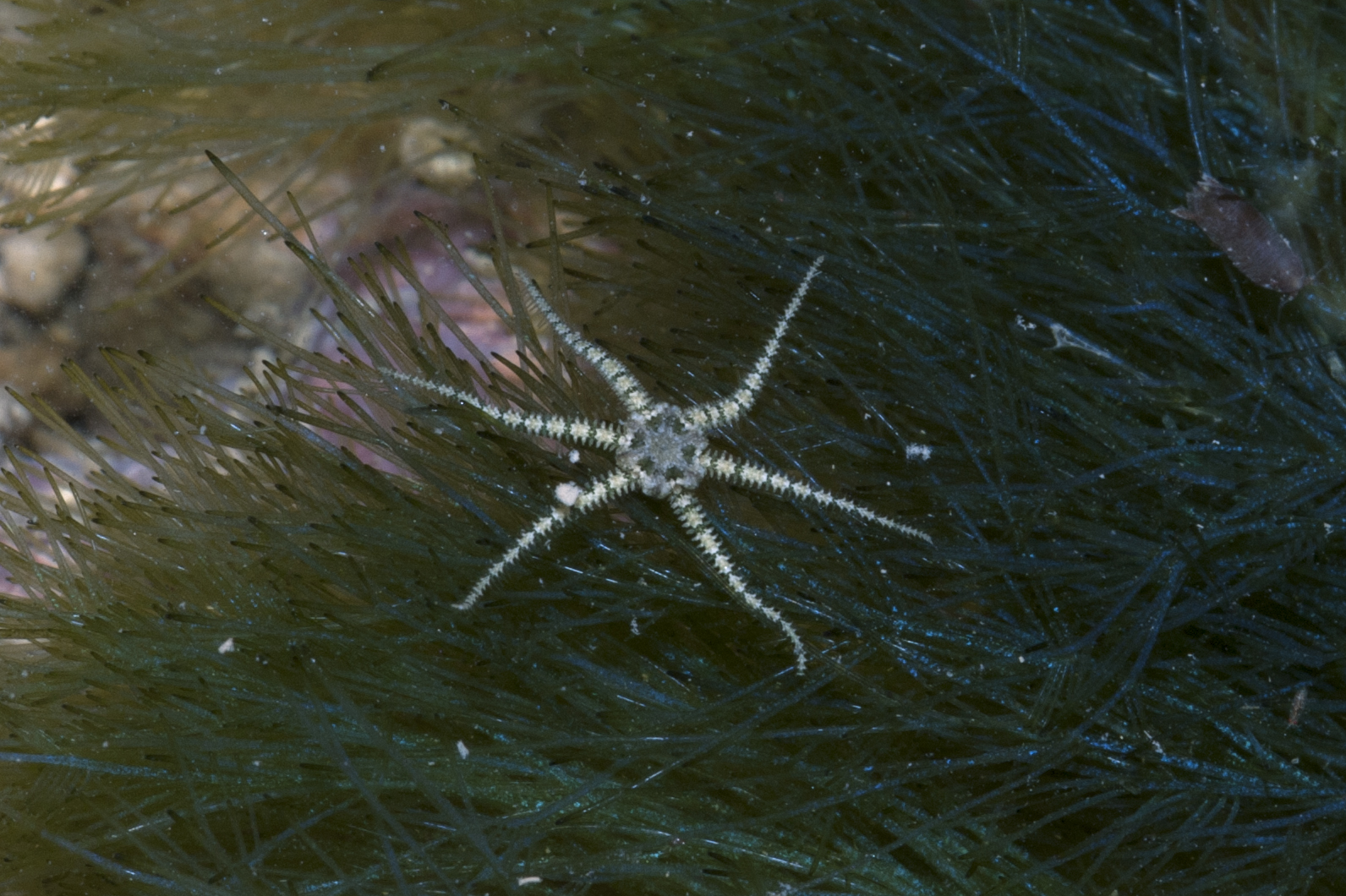
Ophiactis savignyi
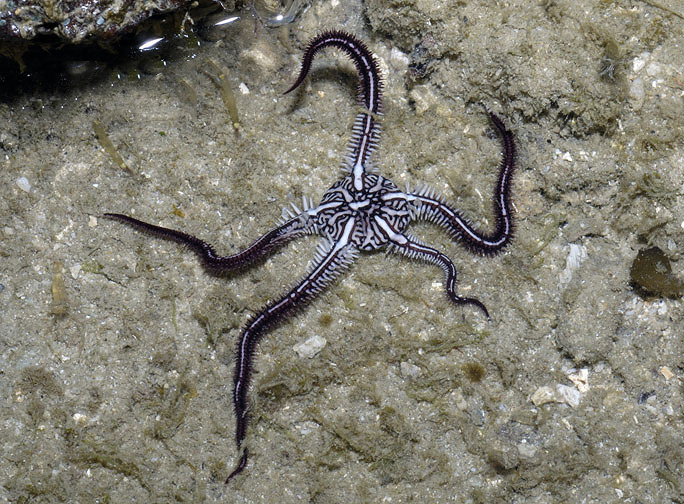
Ophiomaza cacaotica
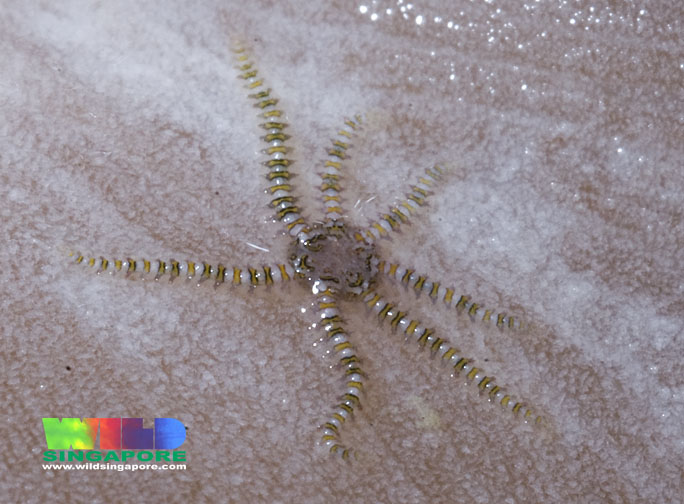
Ophiothela danae
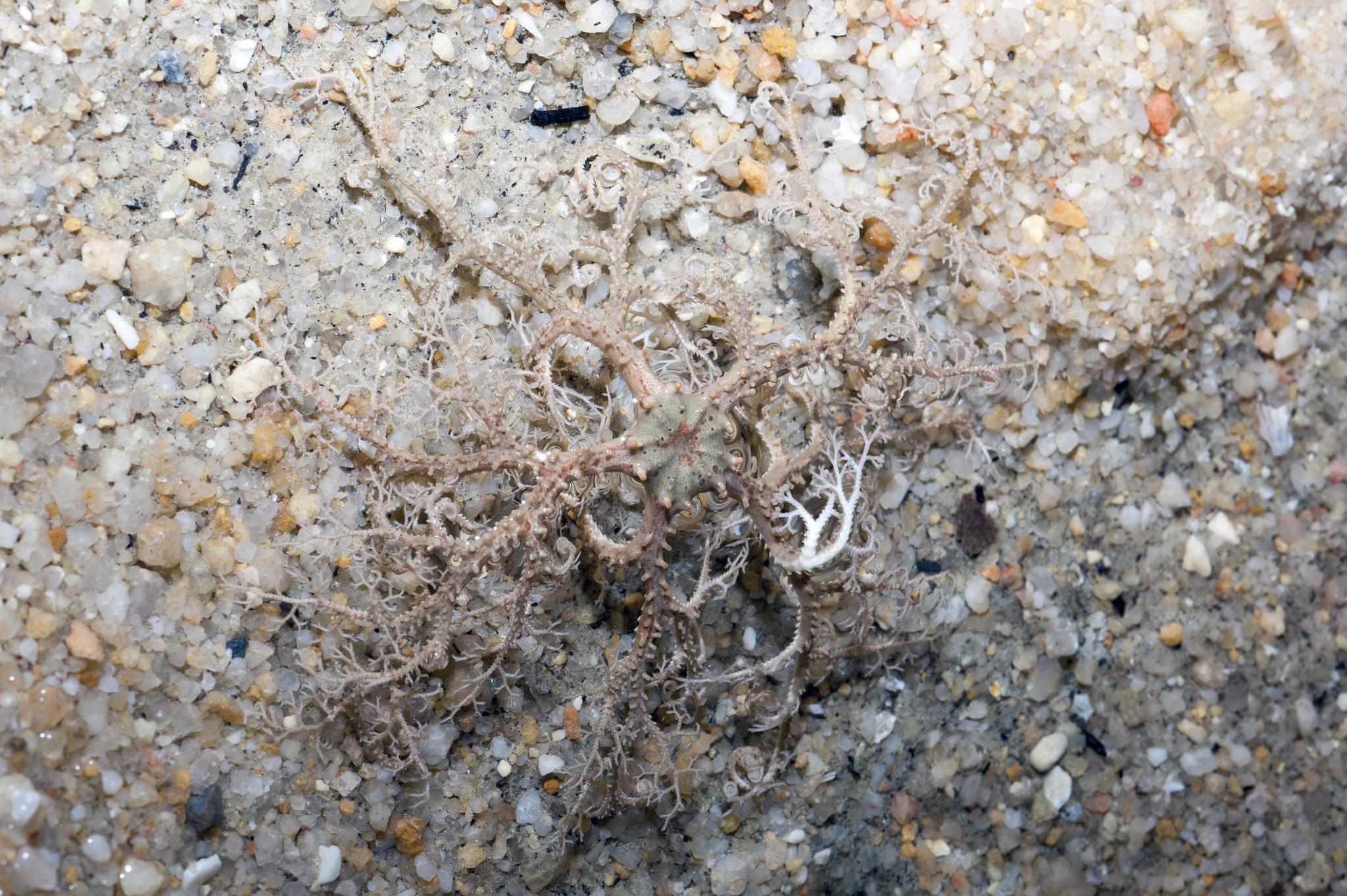
Euryale aspera (ophiure gorgonocéphale)

Non illustrées : Amphioplus andrea, Amphiura depressum, Cryptopelta longibrachialis, Ophiocentrus dilatus, Ophiosphaera insignis, Ophiactis modesta, Ophiarthrum elegans, Ophioconis  permixta, Ophiodyscrita  instrata, Ophiolepis annulosa, Ophiolepis nodosa, Ophiolepis pantherina, Ophiocnemis marmorata, Ophiothela venusta, Ophiothrix ciliaris, Ophiothrix exigua, Ophiothrix fumaria, Ophiothrix leucotrigona, Ophiothrix plana, Macrophiothrix galatheae, Macrophiothrix nereidina, Ophiothrix miles, Ophiothrix spinosissima, Ophiura kinbergi.

## Crinoïdes
Les crinoïdes forment le plus ancien groupe d'échinodermes actuels, répartis entre les « crinoïdes vrais », qui comme les espèces du Paléozoïque sont attachés par une tige, et les « comatules », qui peuvent se déplacer sur des cirrhes, et qui forment l'essentiel des espèces de la zone euphotique. Leur corps se compose d'un « calice » d'où rayonnent de nombreux bras pourvus de pinnules (qui leur donnent un aspect plumeux), elles-mêmes couvertes de podia collants destinés à attraper le plancton dont se nourrit l'animal. La plupart des espèces demeurent enroulées et dissimulées pendant la journée, et n'étendent leurs bras qu'à la nuit tombée.
Les crinoïdes ont besoin d'une eau pure et riche en plancton, et vivent principalement sur les falaises sous-marines où le courant est important. Cependant, autour de Singapour des études ont montré que de grandes populations de crinoïdes pouvaient également être trouvées sur des fonds sableux. Une étude de 2016 recense 39 espèces au total dans les eaux singapouriennes, l'identité de certaines restant cependant à confirmer.
La détermination des crinoïdes est extrêmement difficile in situ, ainsi les identifications présentées ici, réalisées en partie par l'association WildSingapore, sont parfois à prendre avec précaution.

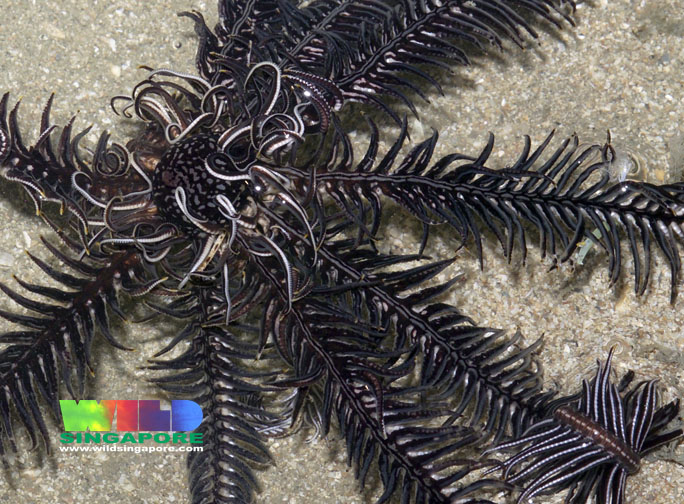
Comatula purpurea
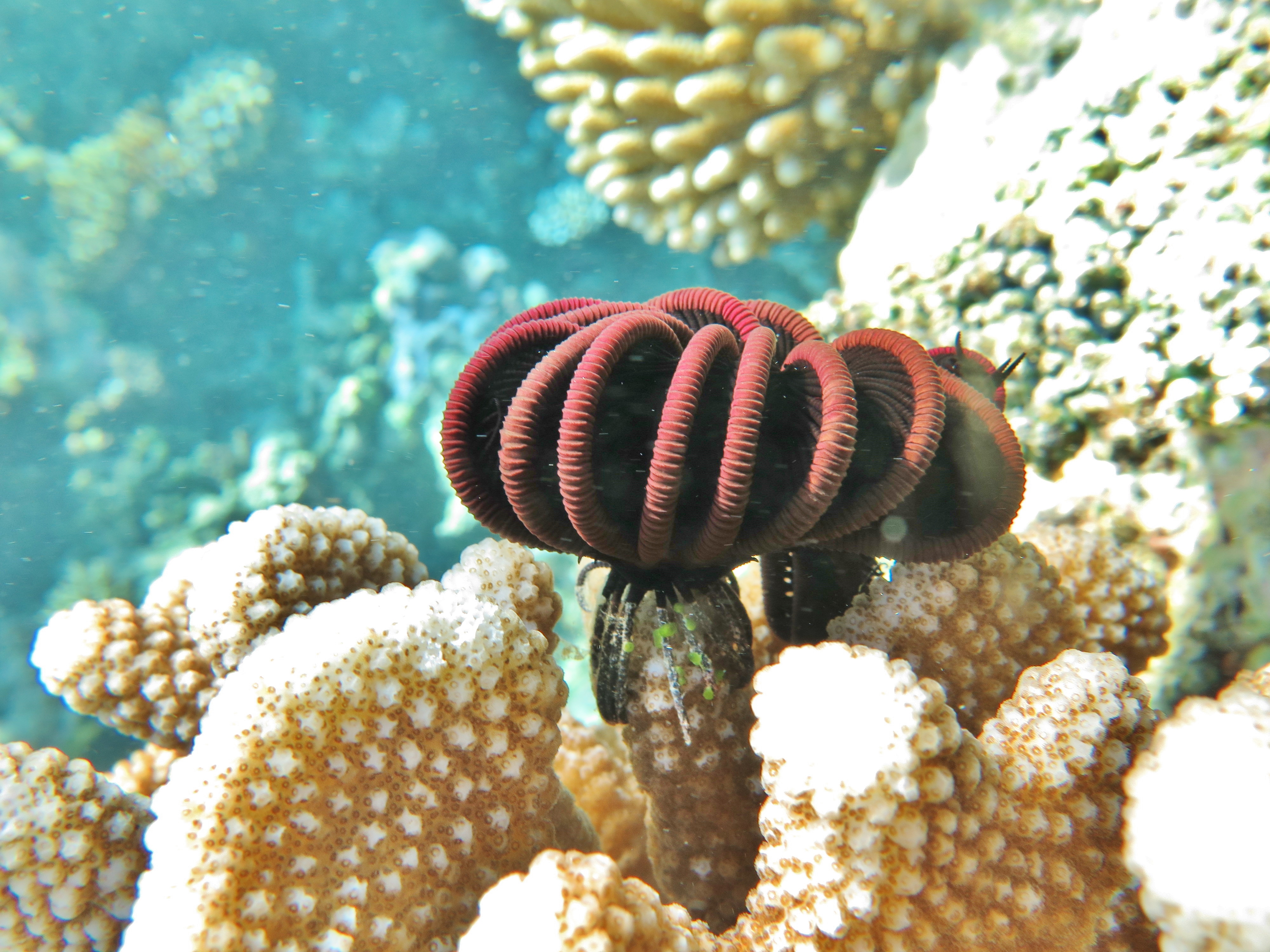
Capillaster multiradiatus ‡
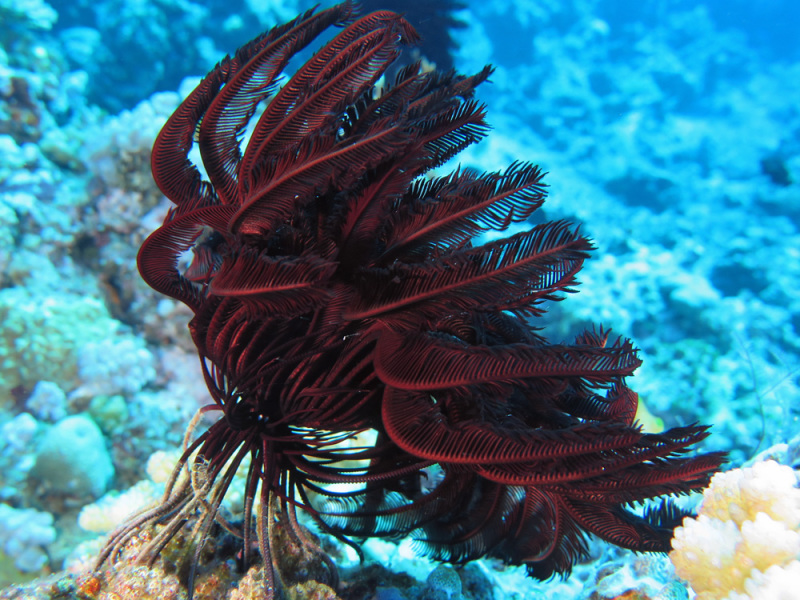
Pontiometra andersoni ‡
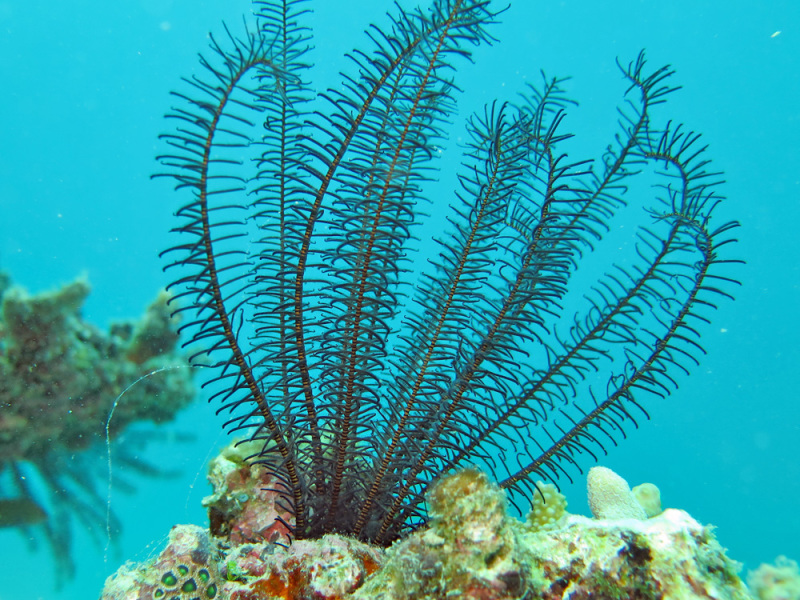
Comanthus parvicirrus ‡
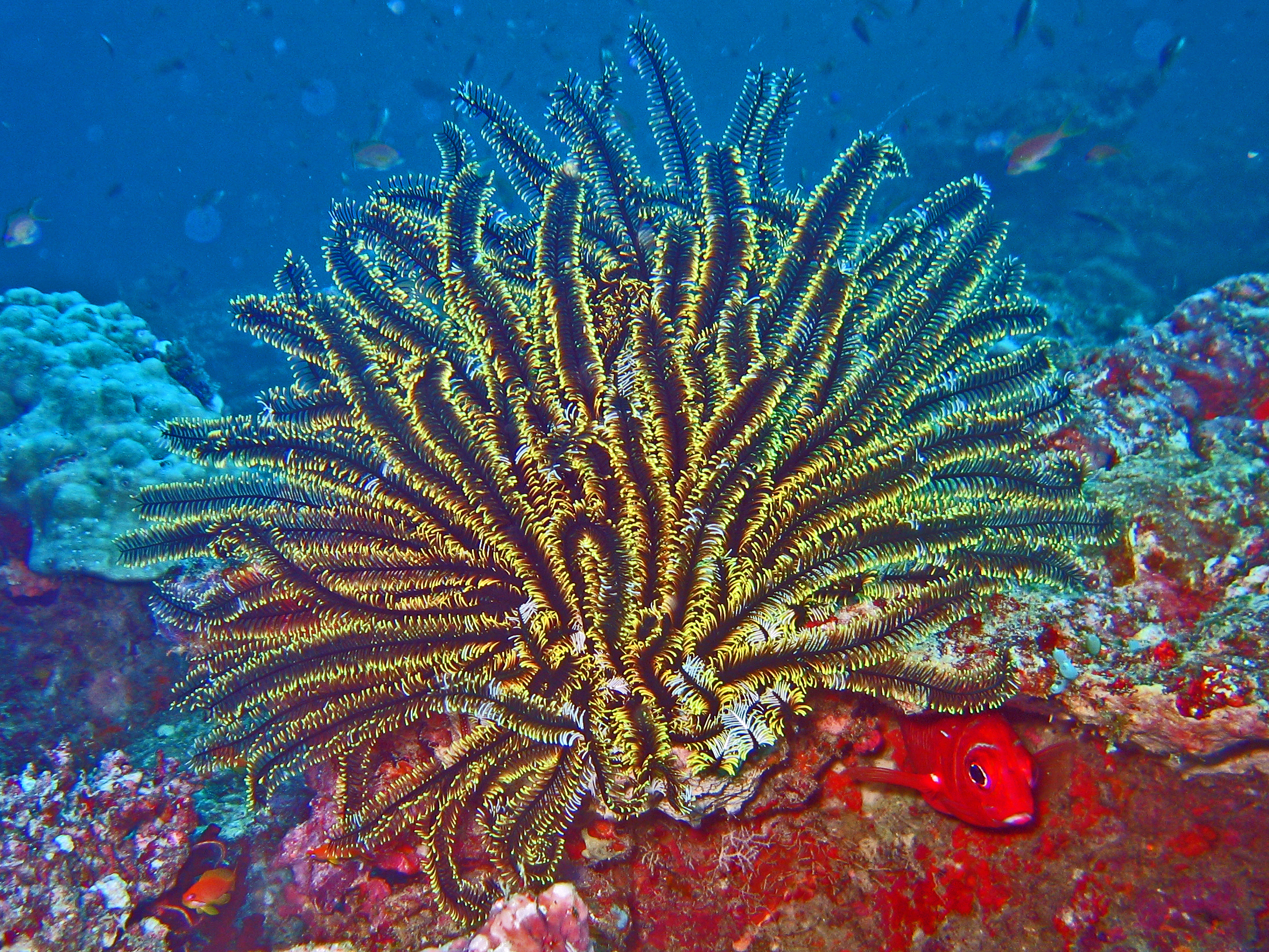
Comaster schlegelii ‡
Anneissia bennetti ‡
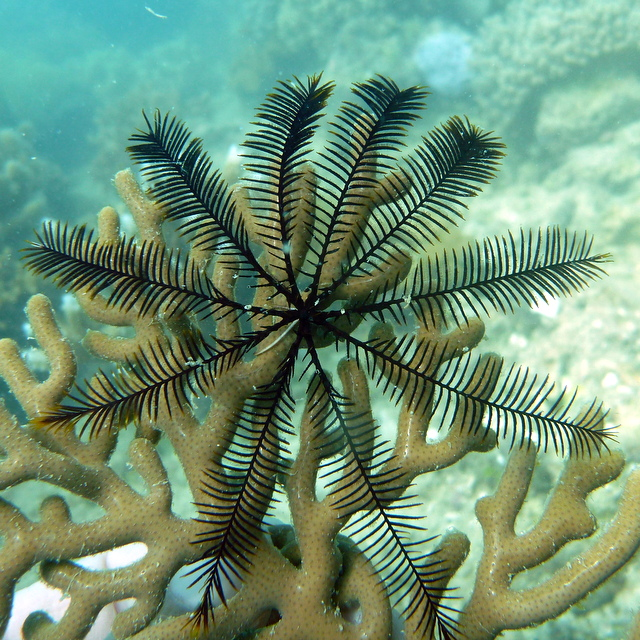
Colobometra perspinosa ‡
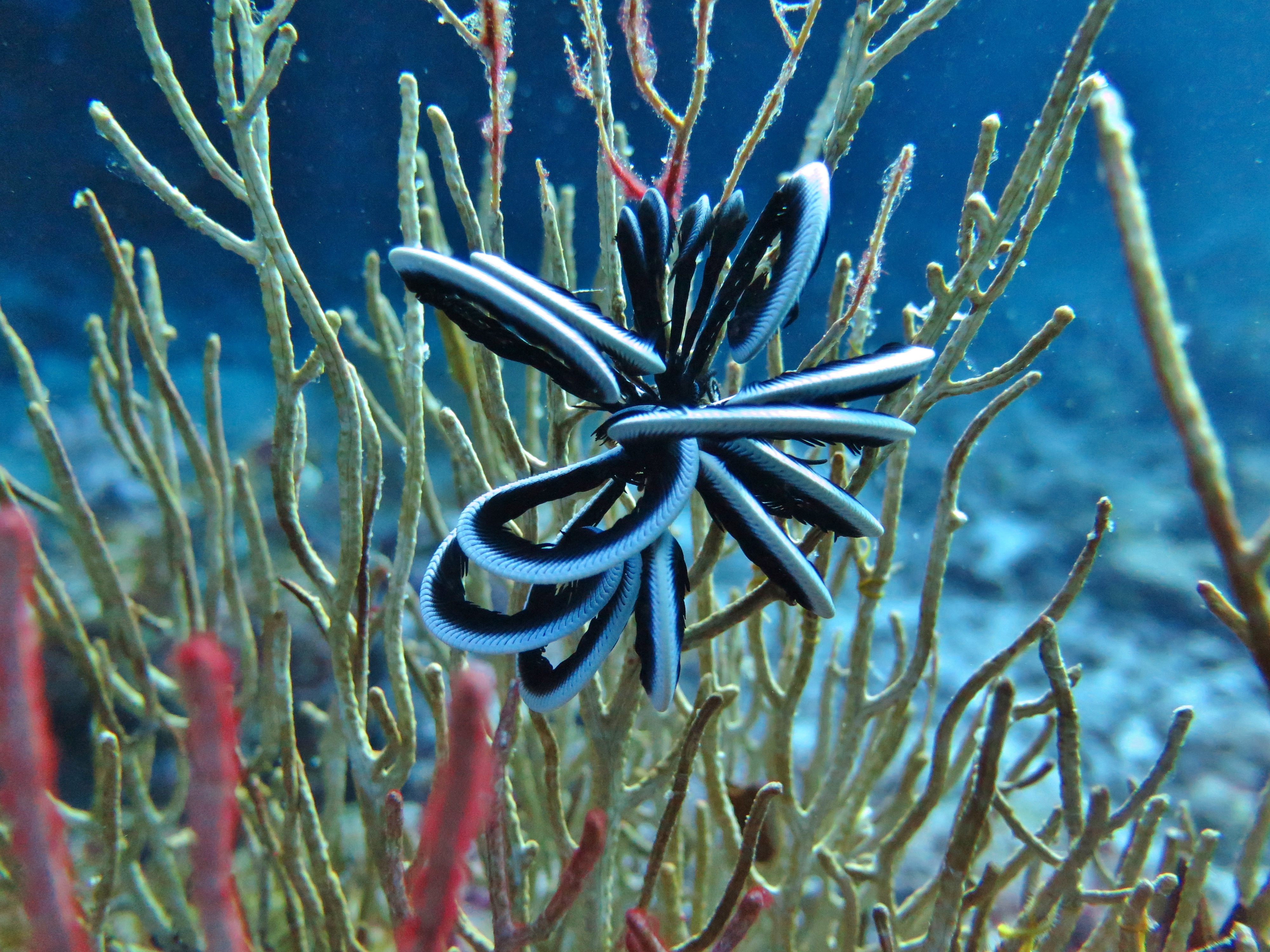
Cenometra bella ‡
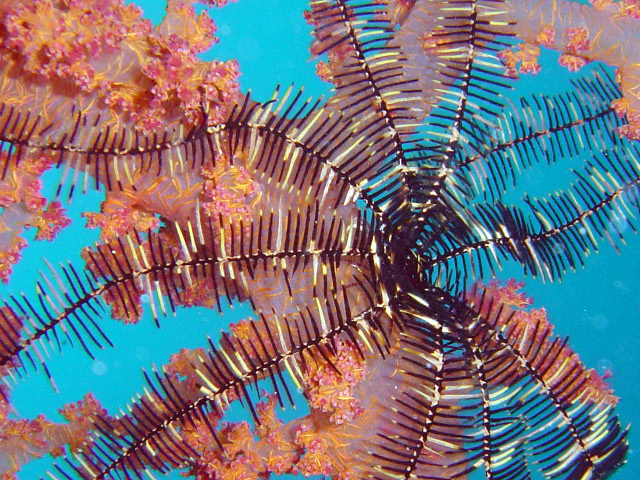
Oligometra serripinna ‡
Craspedometra acuticirra ‡
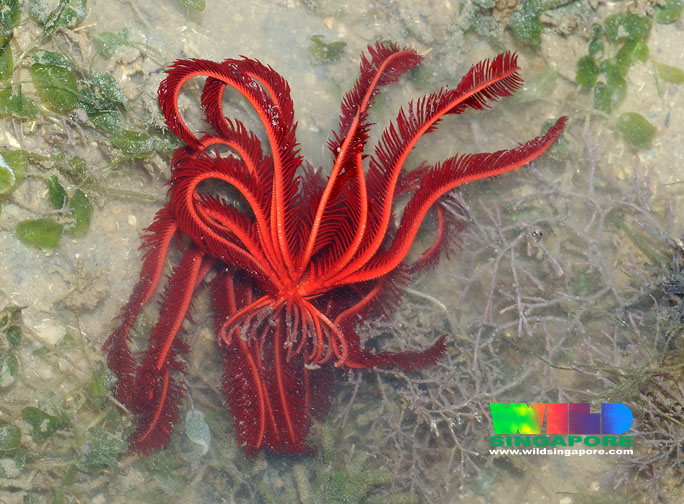
Himerometra robustipinna
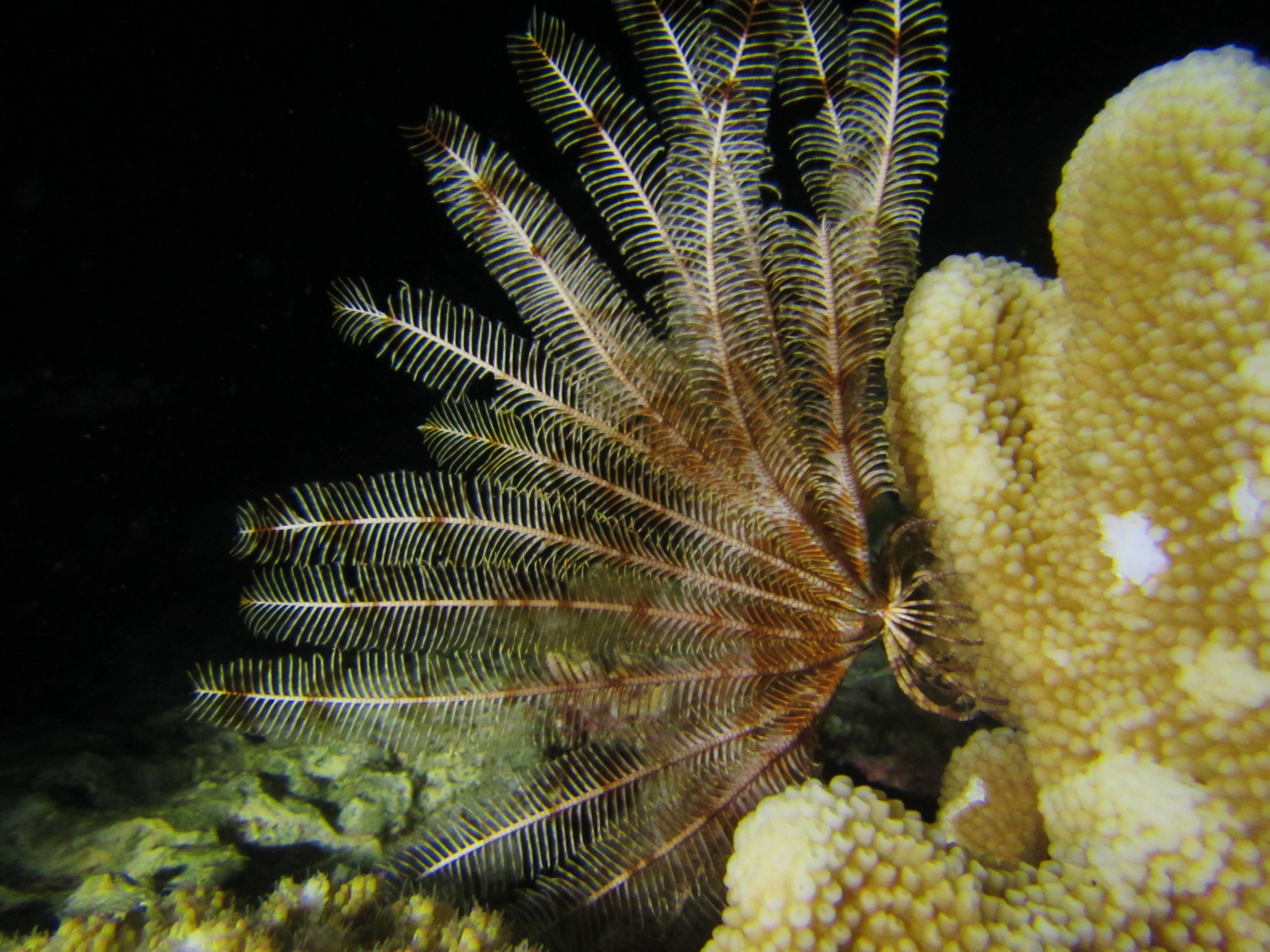
Stephanometra indica ‡
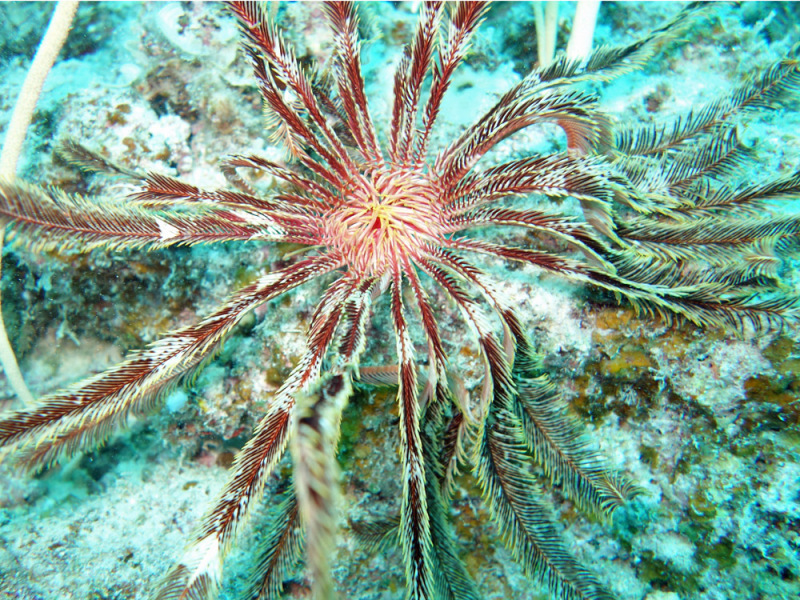
Stephanometra tenuipinna ‡
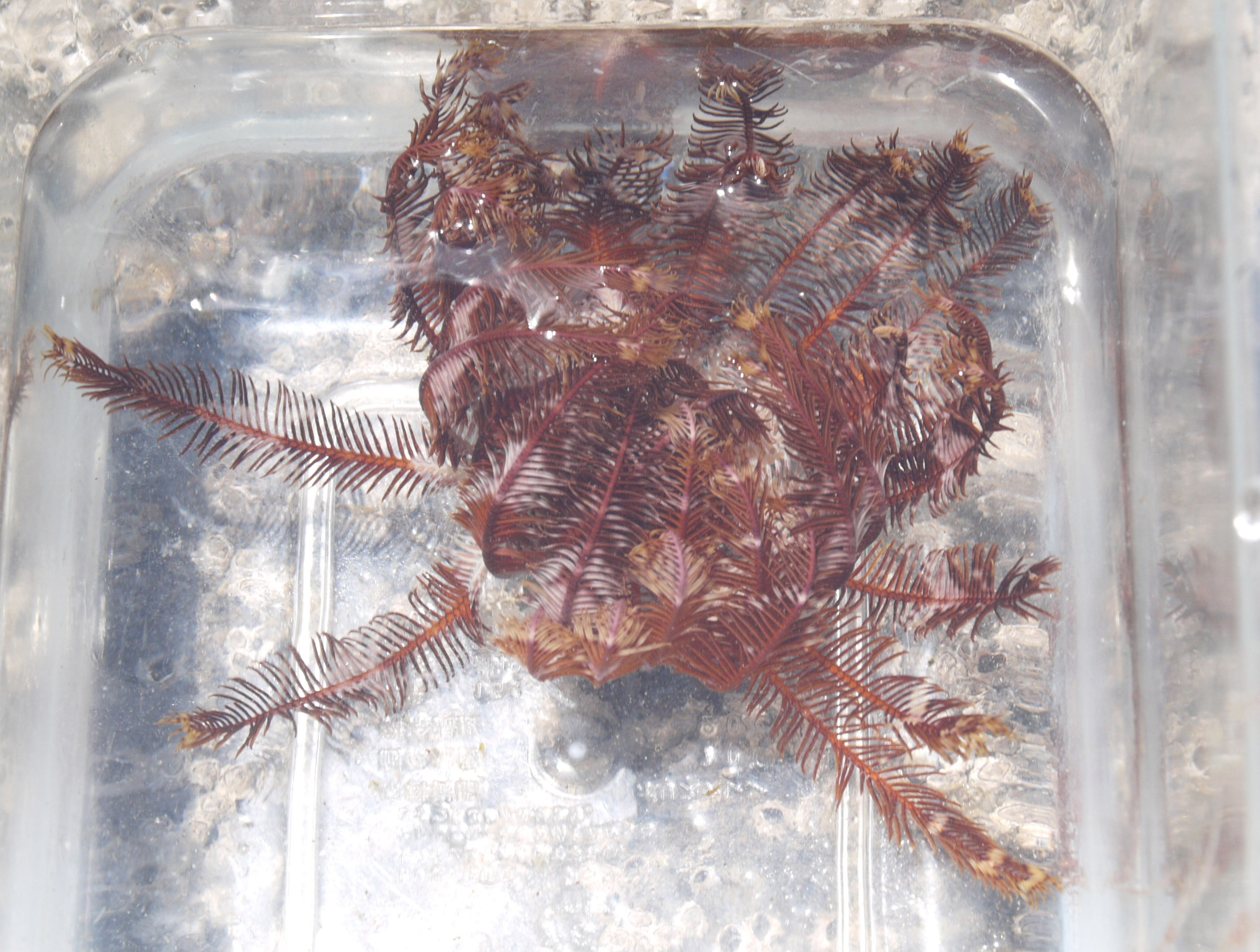
Lamprometra palmata ‡
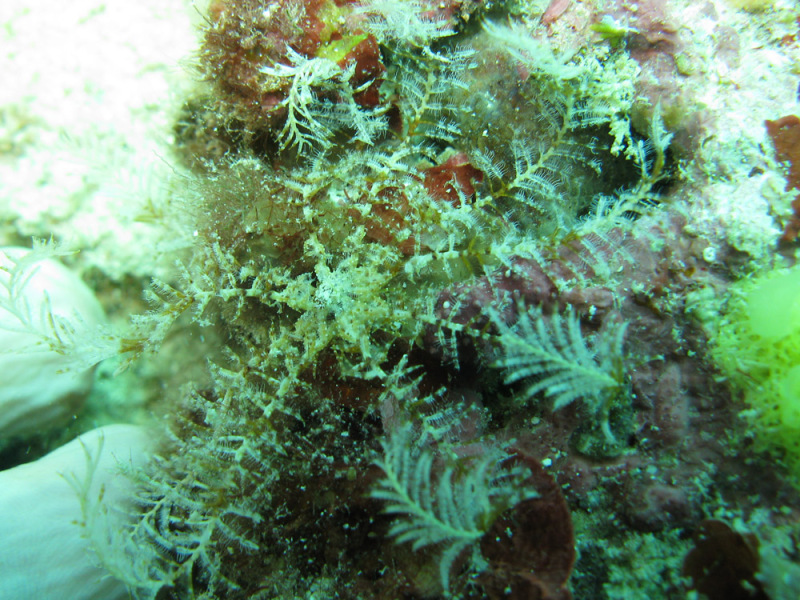
Dorometra nana ‡
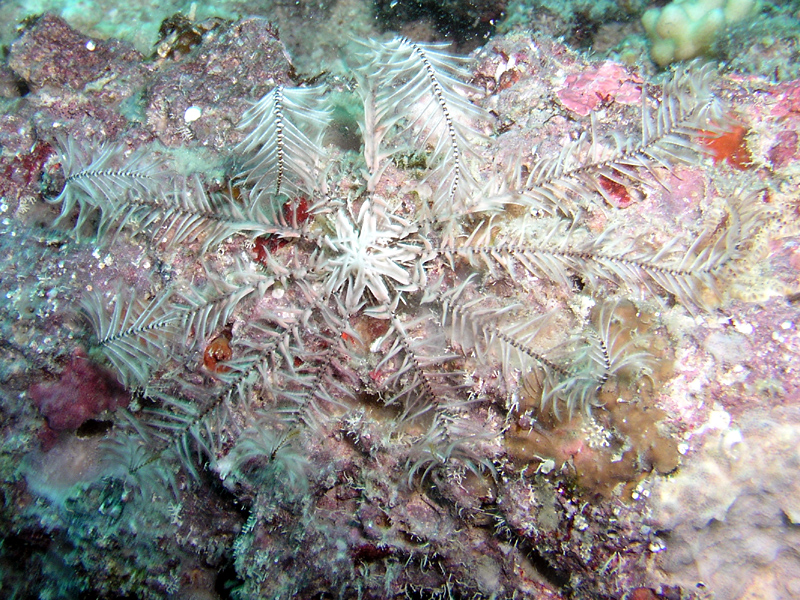
Dorometra parvicirra ‡
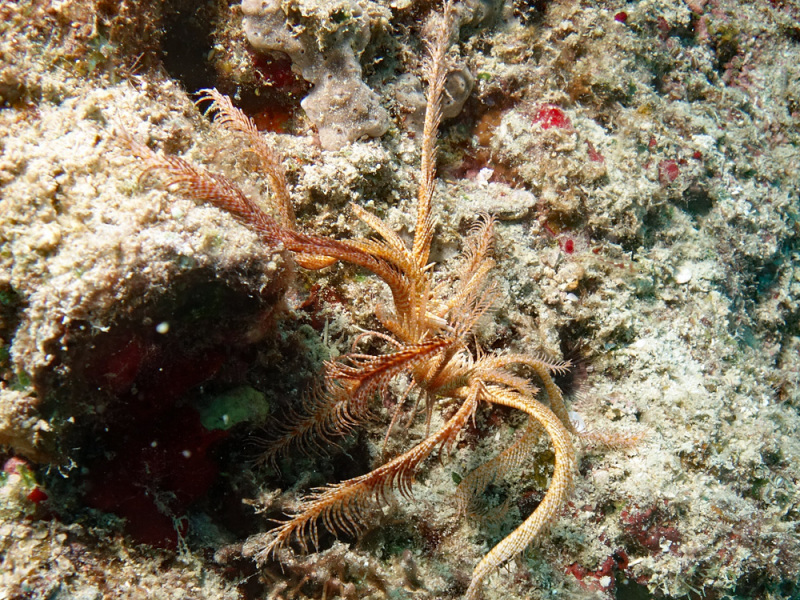
Zygometra comata ‡
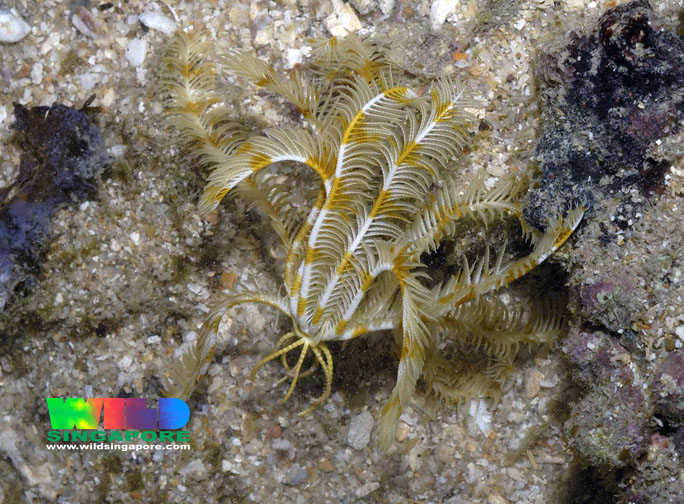
Petite comatule non identifiée
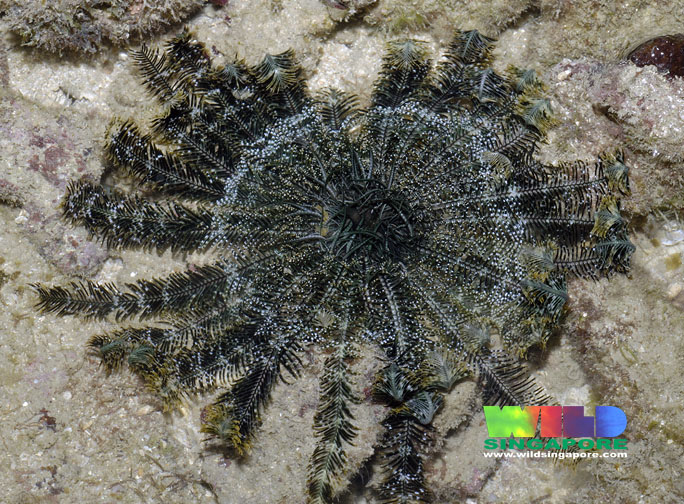
Comatule bleue non identifiée
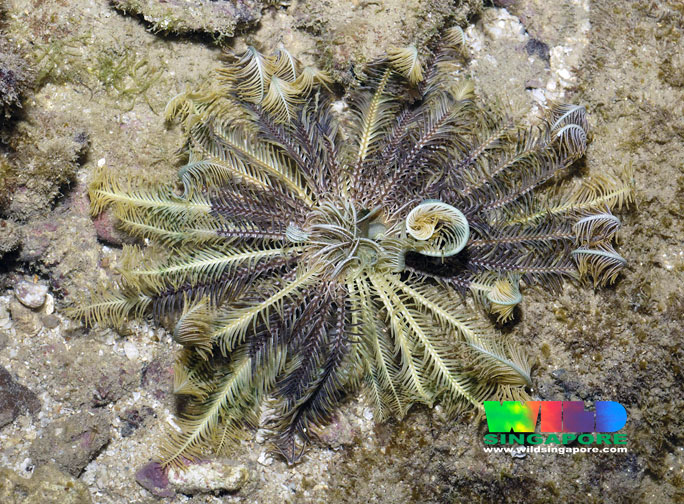
Comatule pâle non identifiée
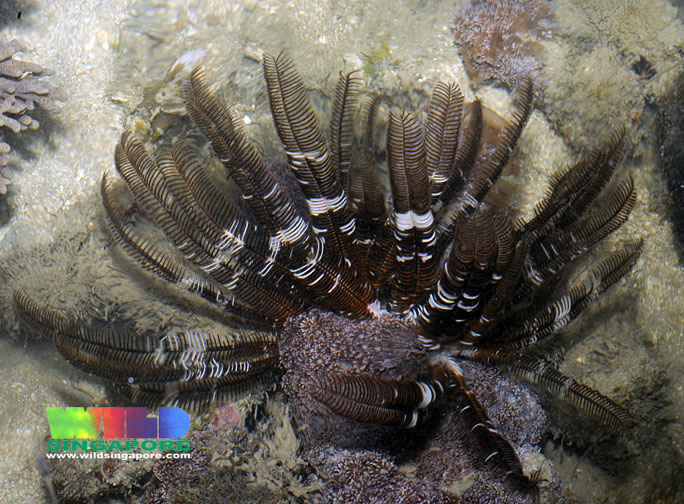
Comatule brune non identifiée

Non illustrées : Capillaster sentosus, Phanogenia typica, Phanogenia schoenovi, Decametra informis, Decametra mylitta, Himerometra bartschi, Heterometra affinis, Heterometra  amboinae, Heterometra  bengalensis, Heterometra  producta, Heterometra  quinduplicava, Heterometra  schlegelii, Heterometra  singularis, Amphimetra ensifer, Amphimetra molleri, Dichrometra flagellata. Certaines sources ajoutent Comaster multifidus, Comatula pectinata et Amphimetra tessellata.

## Oursins
Le corps des oursins est protégé par une coque calcaire (appelée « test »), recouverte de solides piquants (appelés « radioles »). Chez les oursins dits « réguliers » le test a la forme d’une sphère ou demi-sphère plus ou moins aplatie dorsalement et armée de piquants de taille variable selon des familles. Ceux-ci sont articulés à leur base et servent à la défense et en partie à la locomotion (assistés par de petits pieds à ventouse appelés « podia »). Au centre de la face orale se trouve une bouche dotée d’un appareil masticateur à cinq dents nommé « lanterne d'Aristote ». Il existe aussi des oursins « irréguliers » qui peuvent être oblongs ou plats, et chez lesquels l'anus et parfois la bouche ont migré vers un bord du test ; ce sont des oursins fouisseurs, que l'on trouve généralement enterrés dans le sable. 
Les oursins bien dissimulés peuvent provoquer des piqûres douloureuses chez les baigneurs imprudents, et ceux de certaines familles (comme l'oursin-diadème Diadema setosum) sont venimeux - mais ne présentent pas un réel danger. 

Les oursins de faible profondeur sont pour la plupart des brouteurs d'algues : ainsi, leurs fluctuations de population (suppression de prédateurs, surpêche...) peuvent entraîner des modifications importantes de l'écosystème.

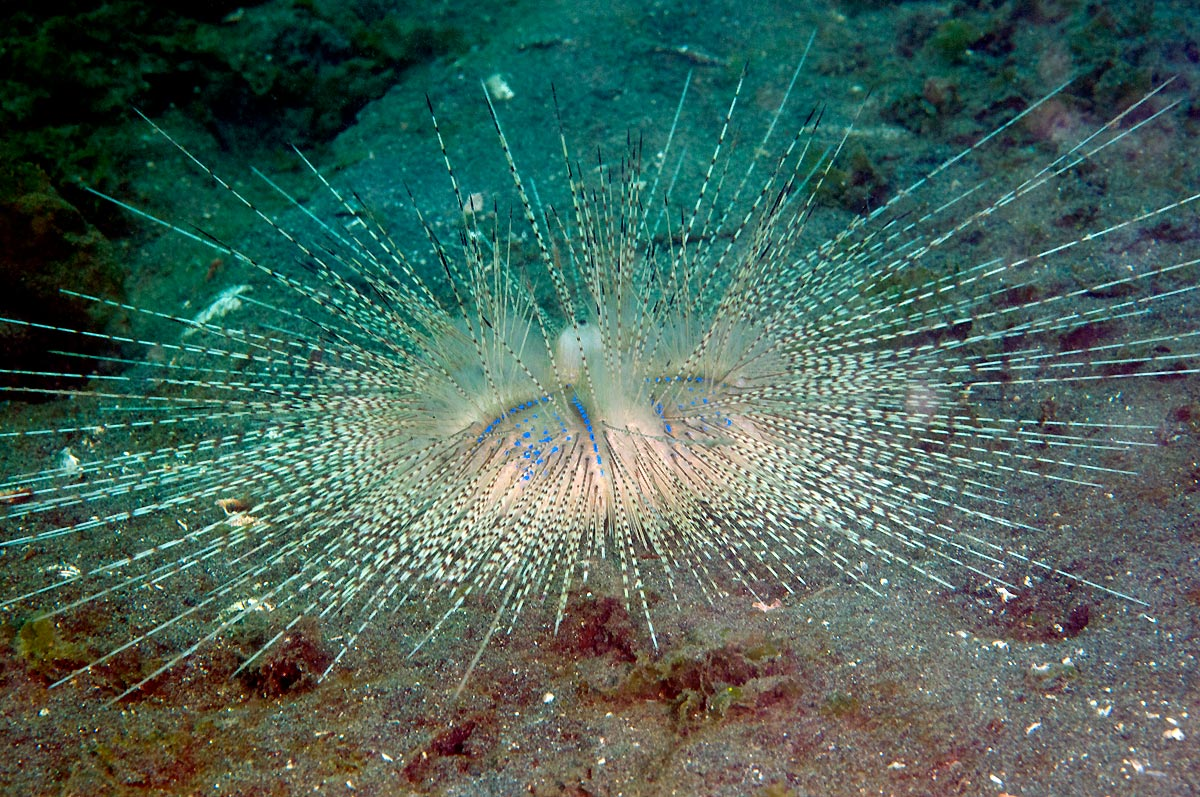
Chaetodiadema granulatum ‡
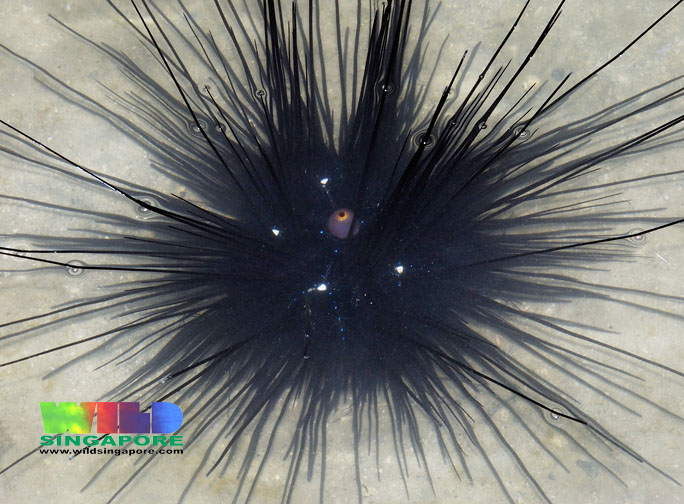
Diadema setosum
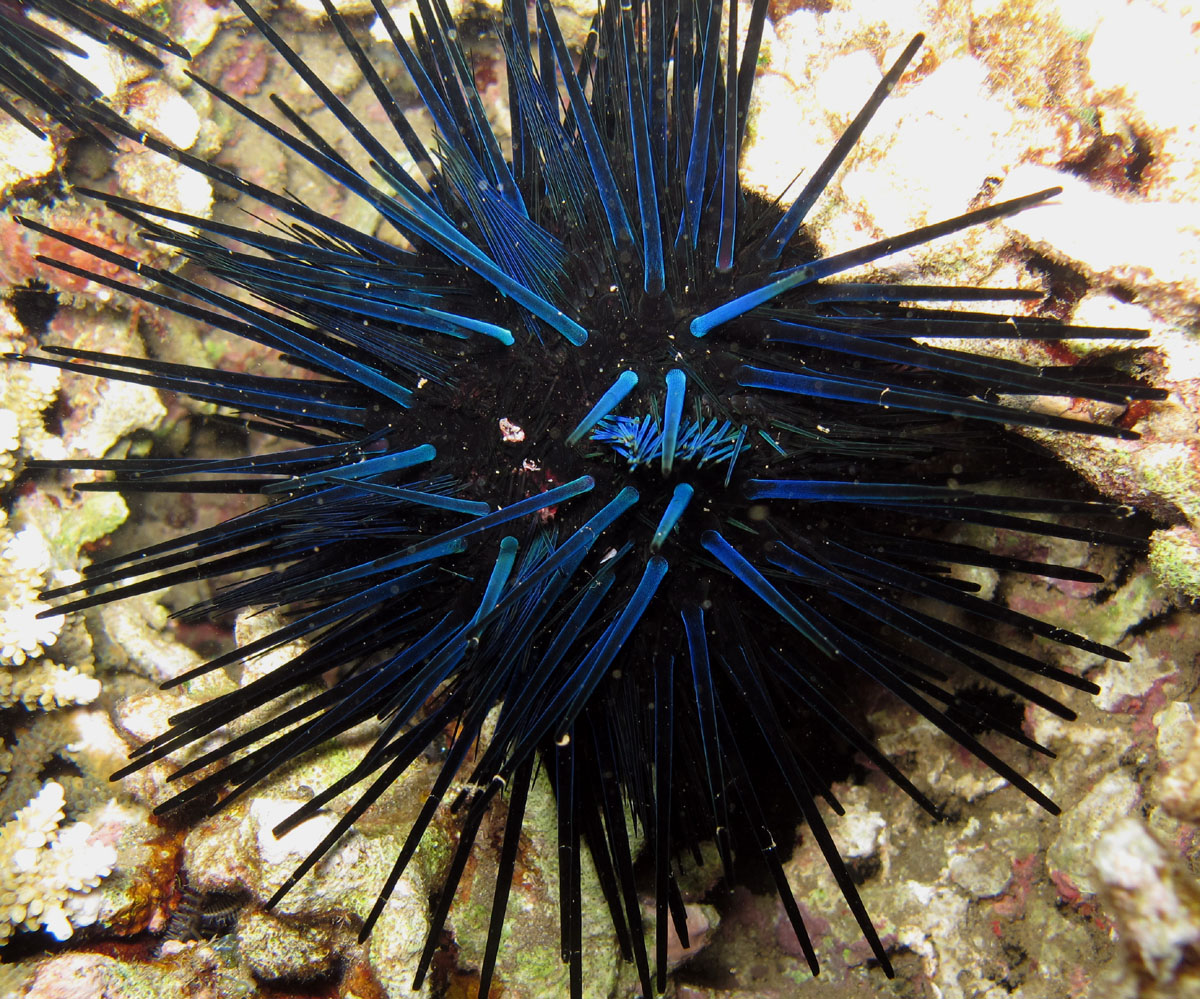
Echinothrix diadema ‡
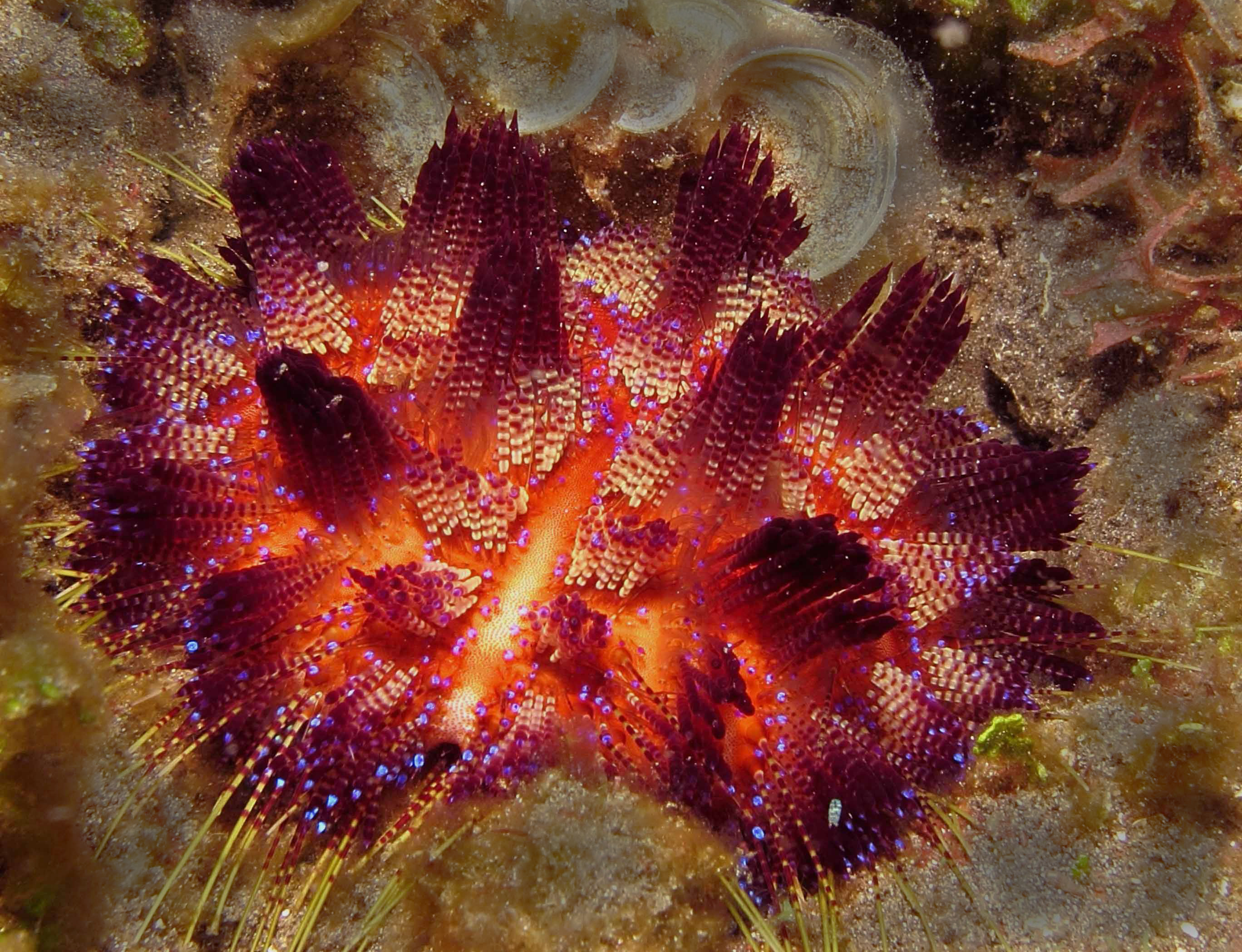
Asthenosoma varium ‡
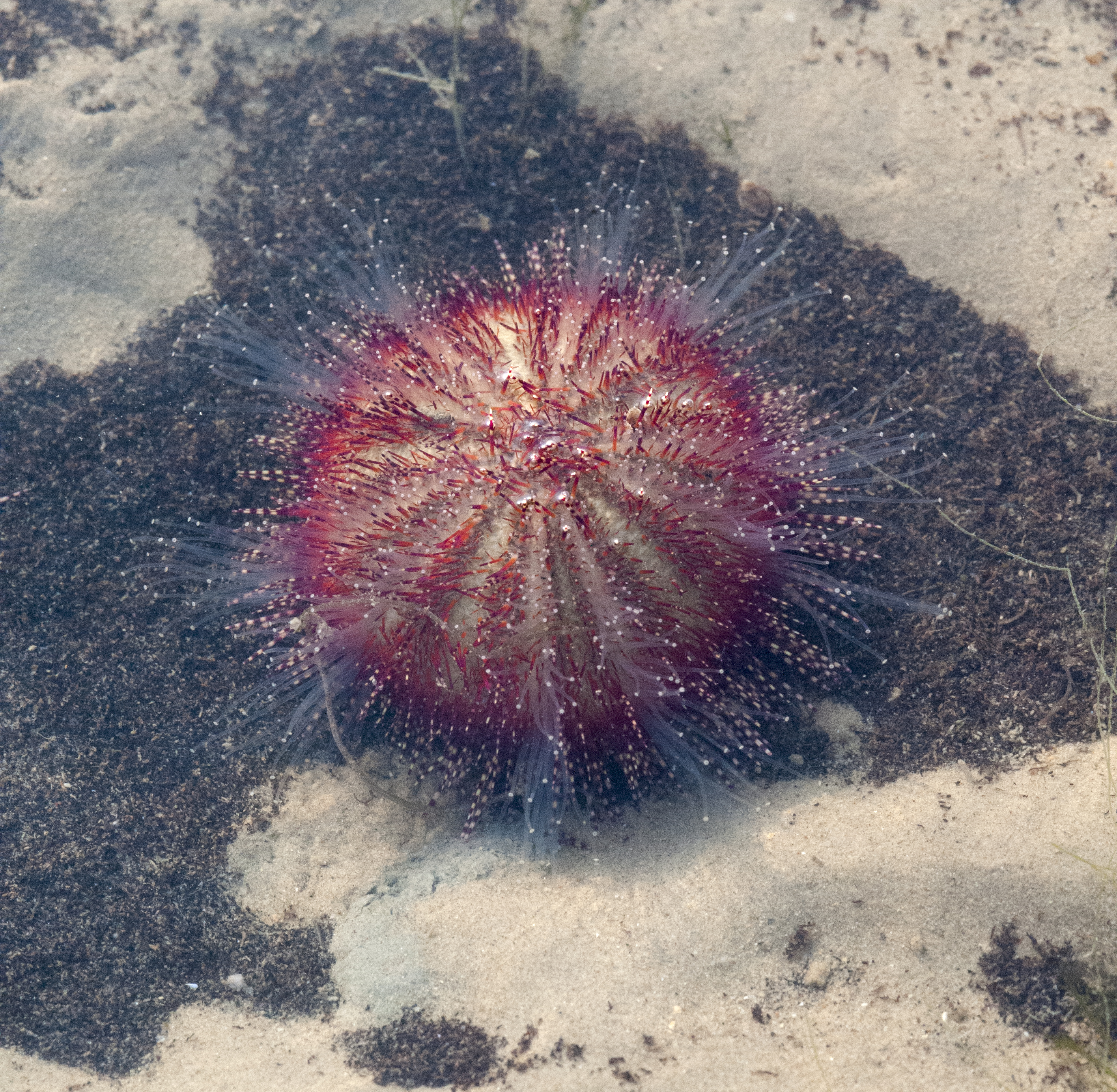
Salmacis bicolor
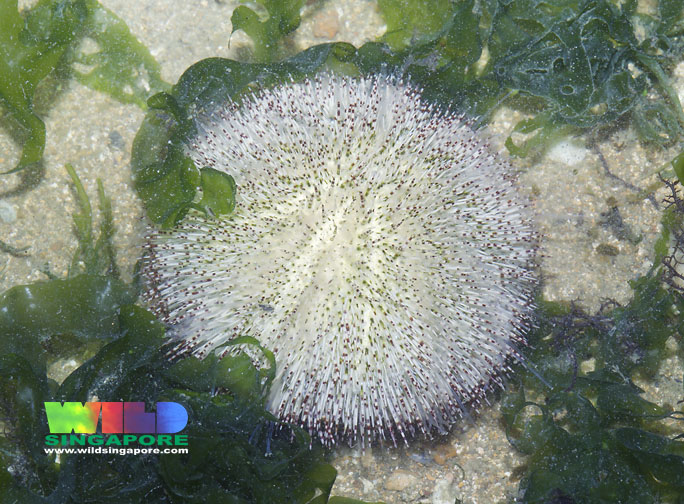
Salmacis sphaeroides
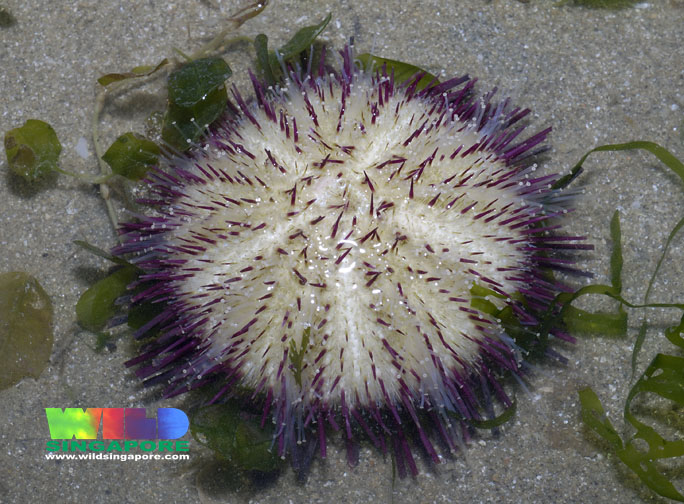
Salmacis virgulata
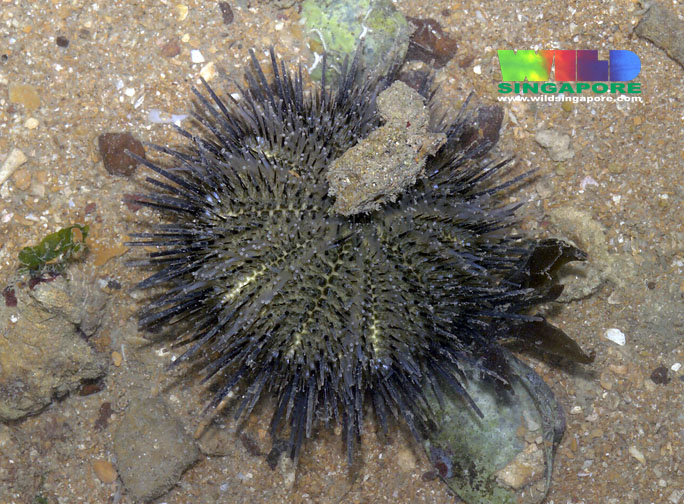
Temnopleurus toreumaticus
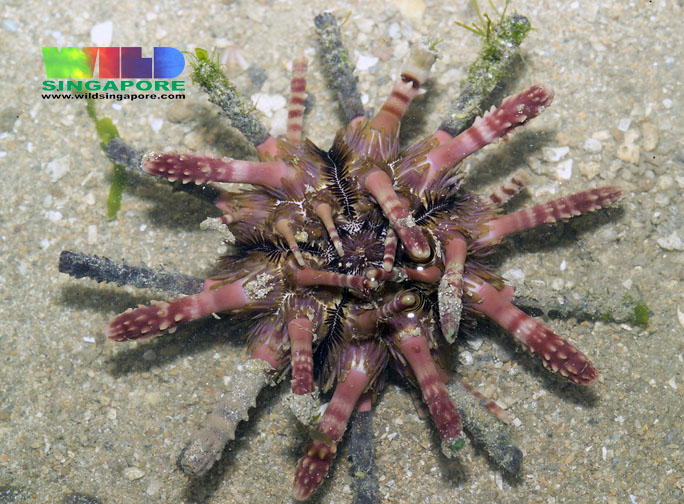
Prionocidaris bispinosa
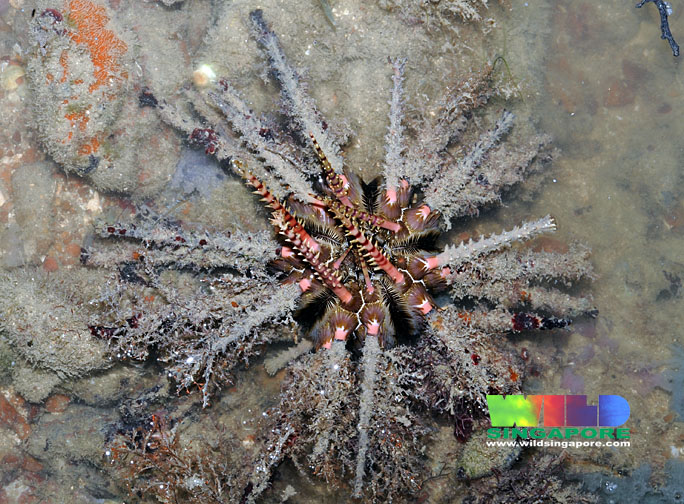
Prionocidaris bispinosa, autre forme

Non illustrés : Paratrema doederleini.

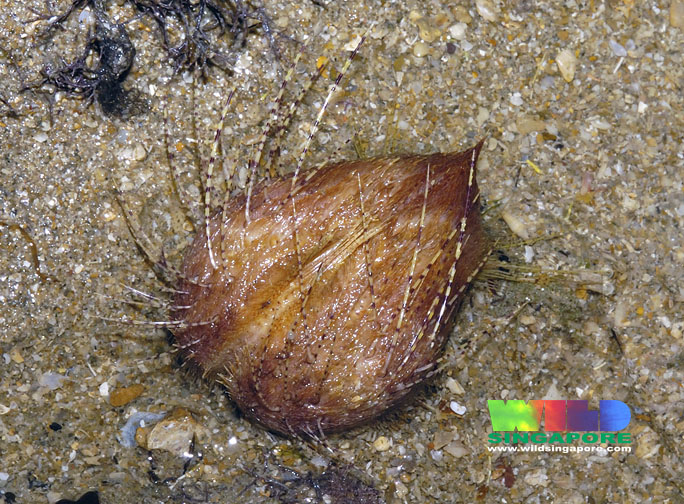
Lovenia elongata
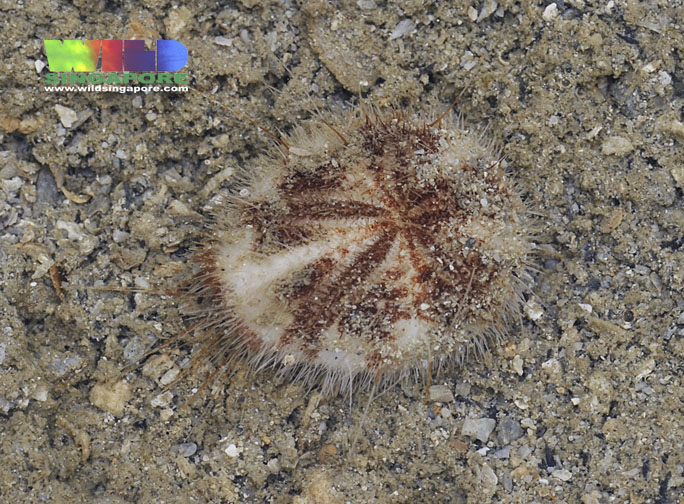
Maretia planulata
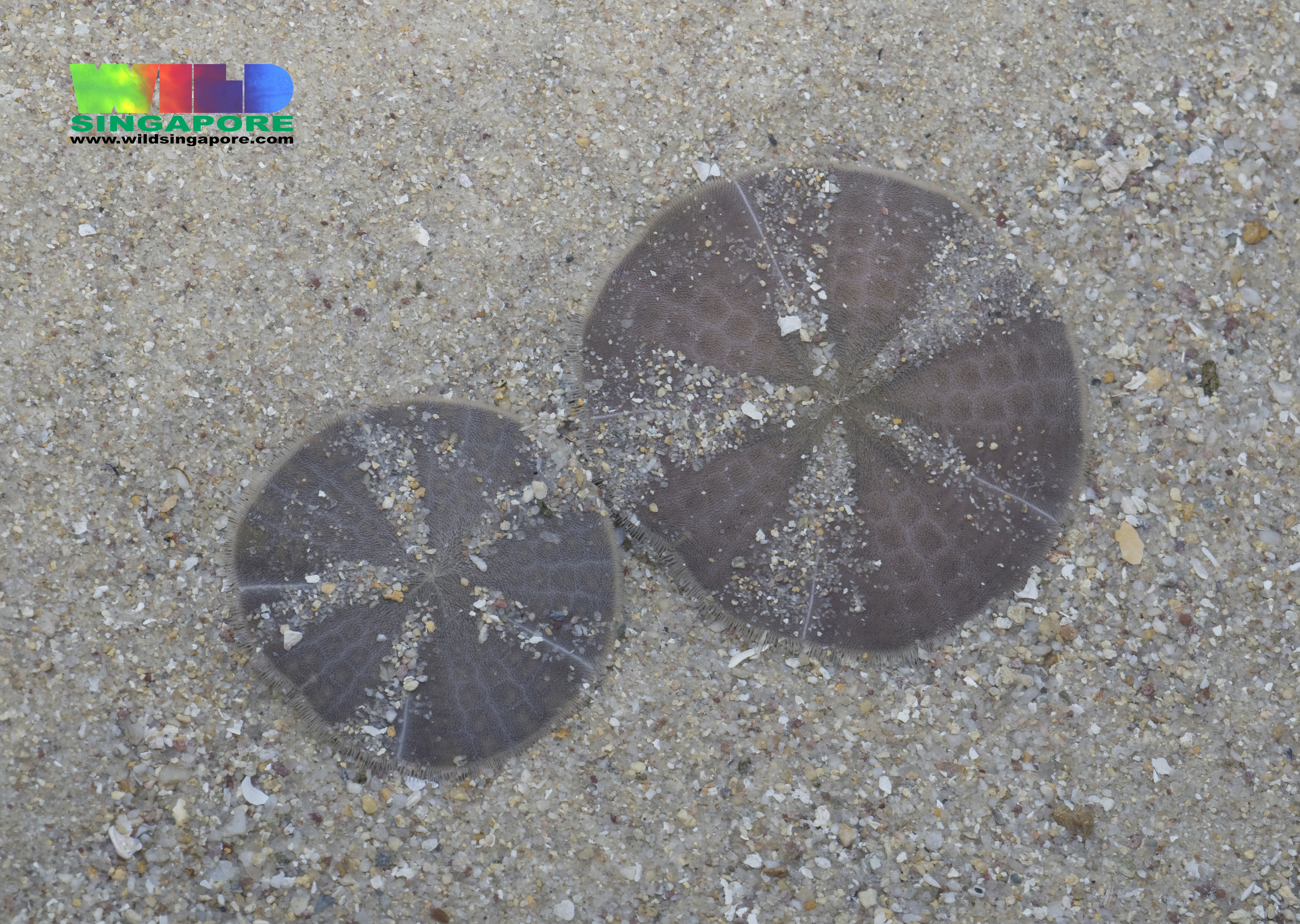
Arachnoides placenta
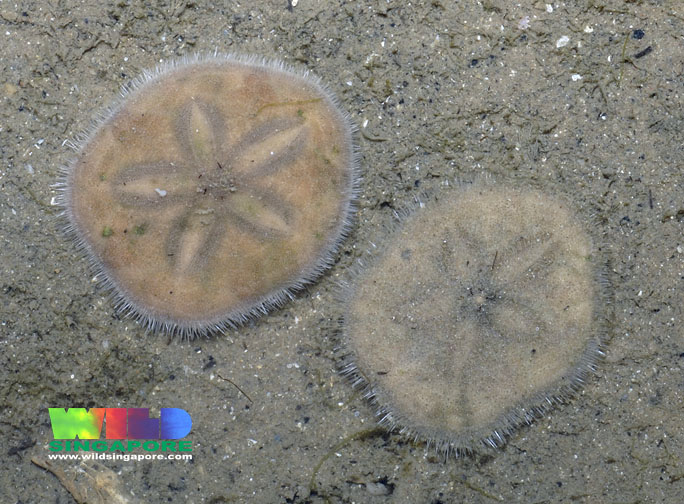
Jacksonaster depressum
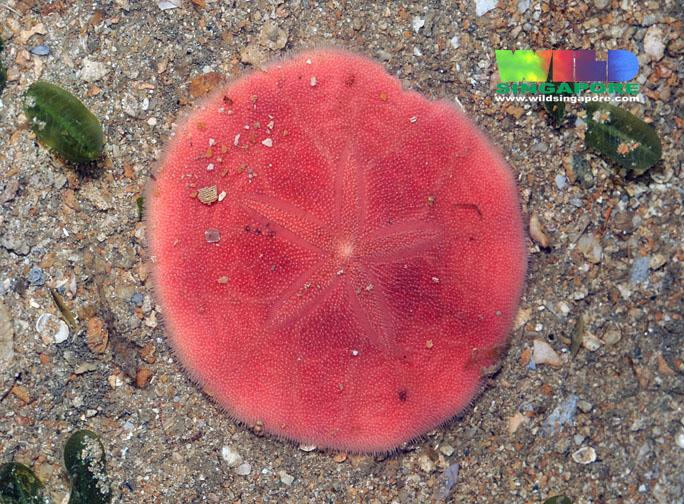
Peronella lesueuri
Peronella orbicularis ‡
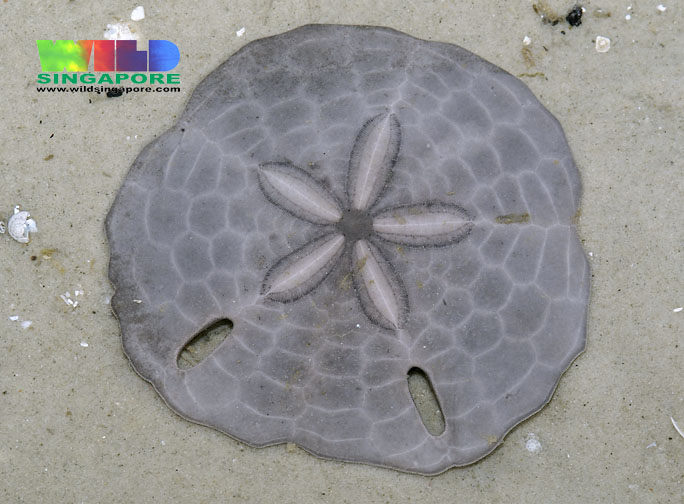
Echinodiscus tenuissimus

Non illustrés : Laganum decagonale, Echinodiscus truncatus, Fibularia cribellum.

## Holothuries(«concombres de mer»)
La classe des Holothuroidea (du grec « holothoúrion», donné par Aristote à un animal qui n’a pu être déterminé) regroupe des animaux marins au corps généralement cylindrique, plus ou moins mou selon les espèces, qui présentent une symétrie bilatérale apparente tout en conservant organiquement la symétrie pentaradiaire propre aux échinodermes. Autour de la bouche située en position antérieure, on observe une couronne de tentacules mobiles et rétractables chargés de prélever des particules de sédiment et de les porter à la bouche. En partie postérieure se trouve l’orifice cloacal servant à la respiration et à l’évacuation des déjections. C’est aussi par cet orifice que sortent, en situation de stress, de longs filaments blancs et collants appelés tubes de Cuvier chez les espèces qui en possèdent. Les holothuries se meuvent lentement sur les centaines de podias terminés par une ventouse qui couvrent leur trivium. Les holothuries sont les grands nettoyeurs de la mer. Ils se nourrissent principalement de la matière organique en décomposition présente dans le substrat, et permettent ainsi de limiter la prolifération des bactéries et de constituer un sédiment épuré et homogène. Certaines espèces sont cependant immobiles, et vivent attachées à un objet ou enterrées dans le sédiment d'où elles ne laissent dépasser que leurs longs tentacules ramifiés, dont elles se servent pour se nourrir de plancton : ce sont les Dendrochirotida, ou « lèche-doigts ».
Très consommés et braconnés en Asie, de nombreuses espèces de concombres de mer ont vu leur population chuter drastiquement ces dernières années dans la région indonésienne.

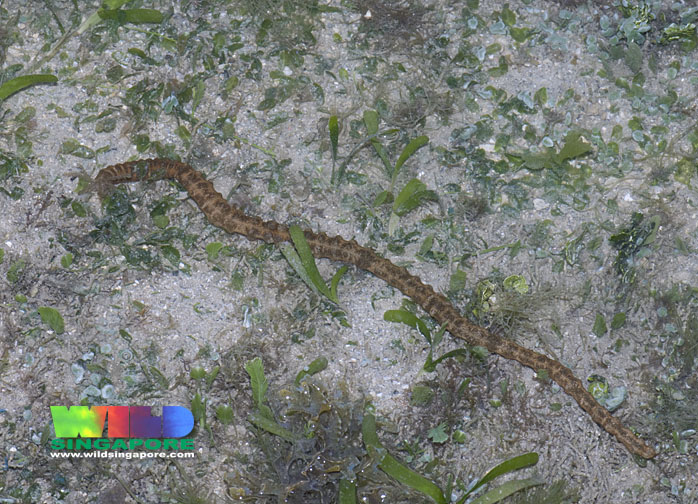
Synapta maculata
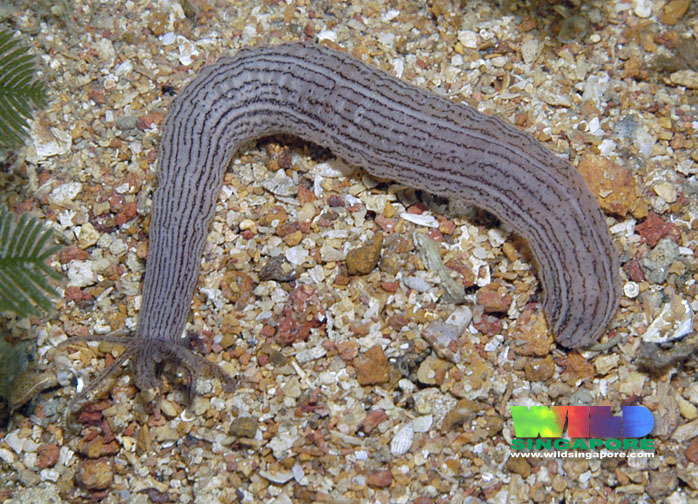
Synaptula sp.
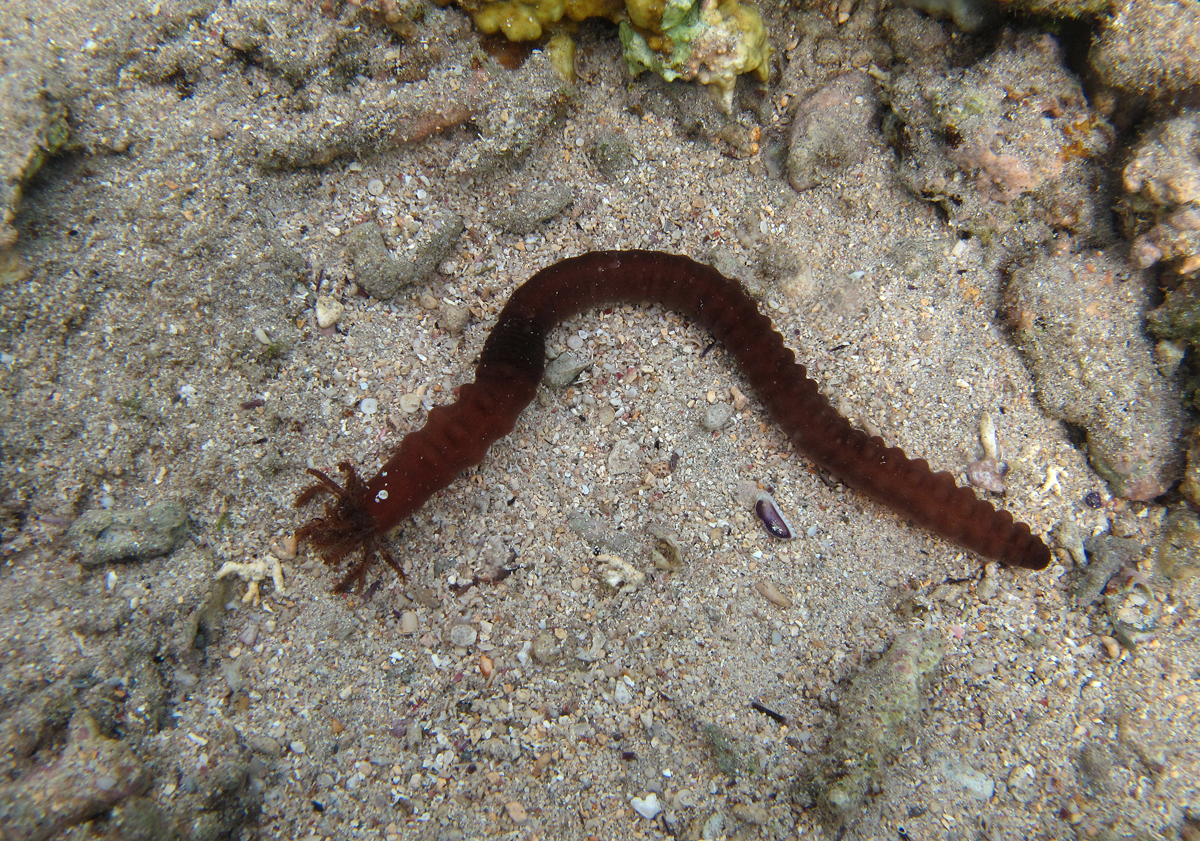
Polyplectana kefersteinii ‡
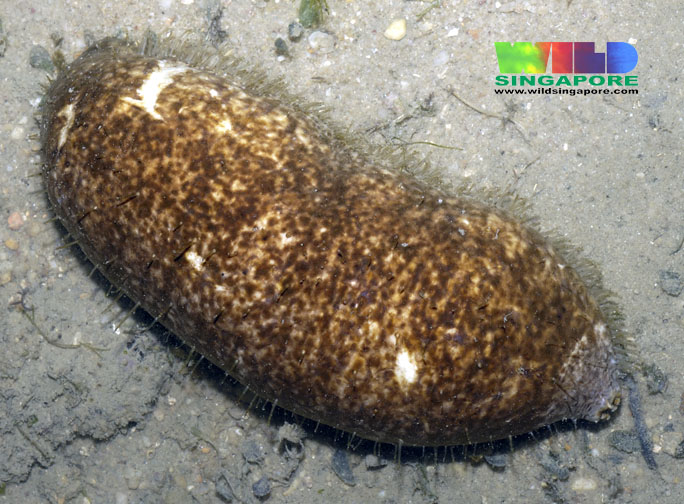
Actinopyga lecanora
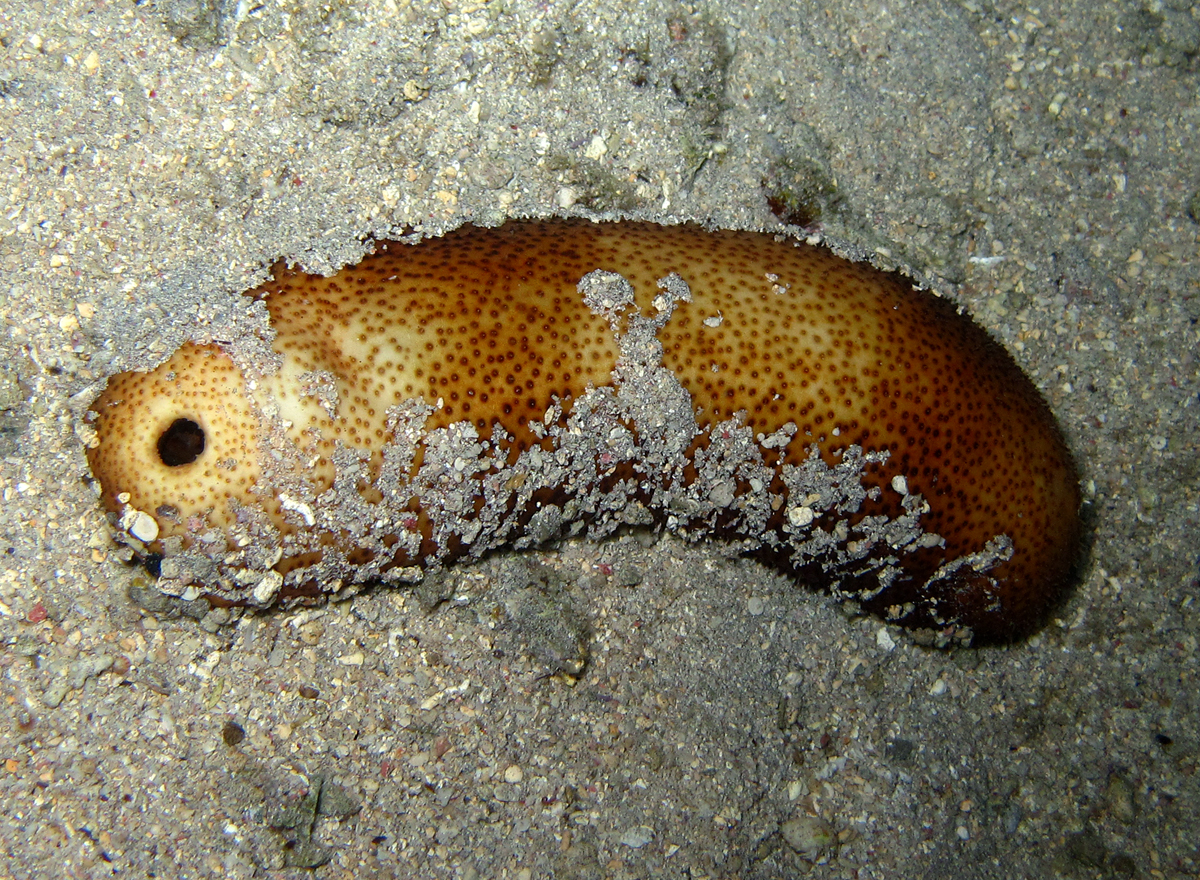
Bohadschia vitiensis ‡
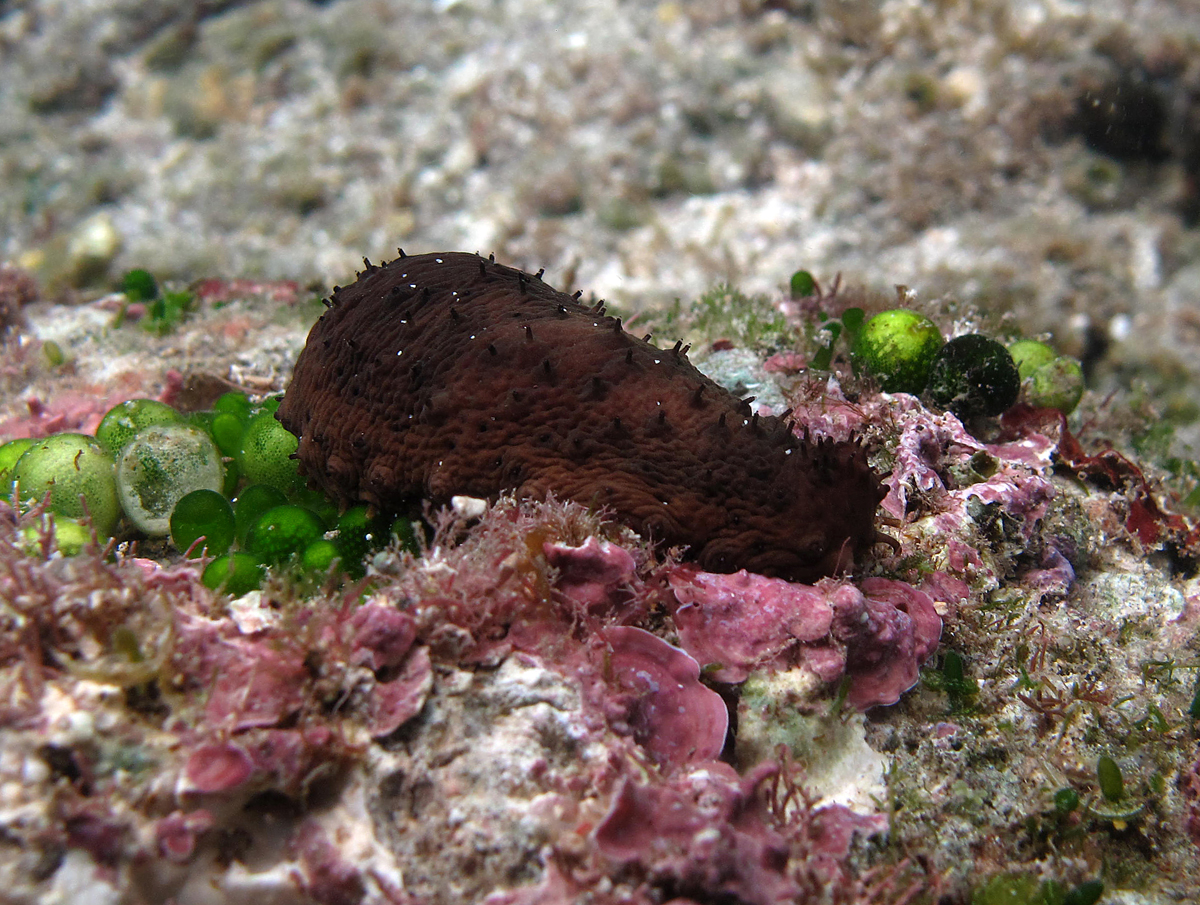
Holothuria difficilis ‡
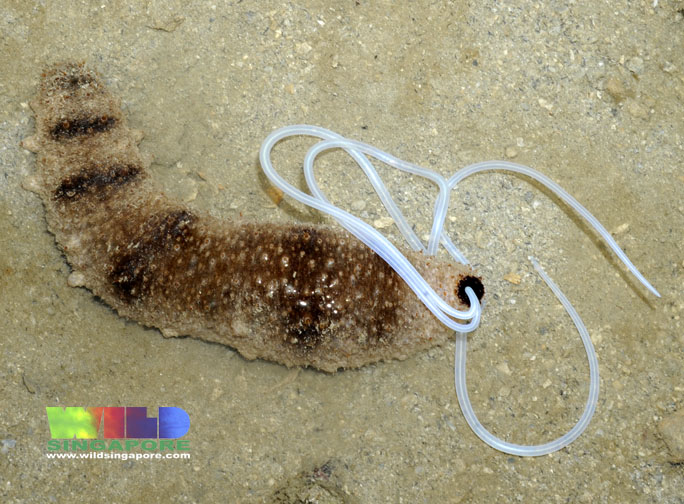
Holothuria fuscocinerea éjectant ses tubes de Cuvier
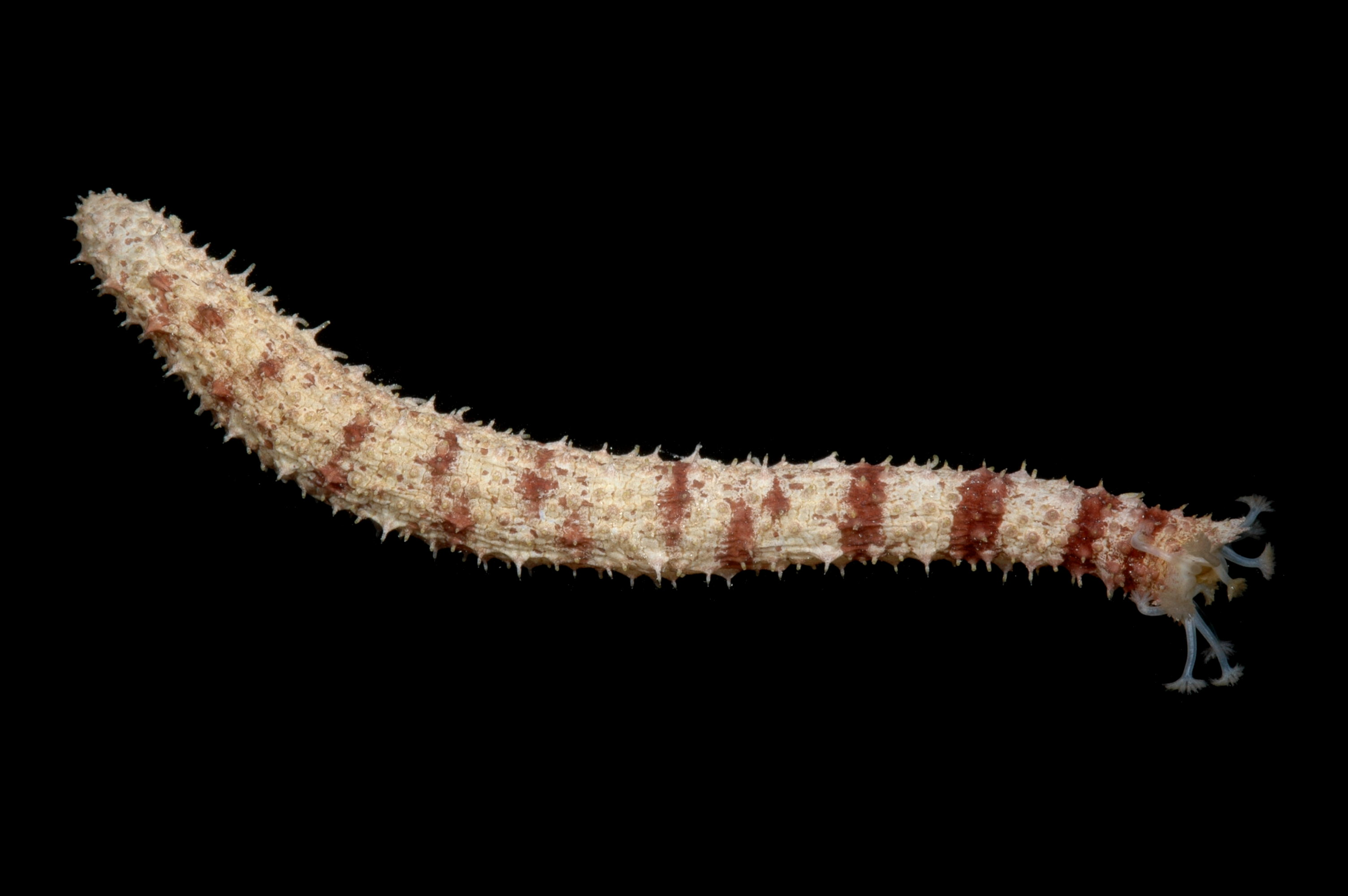
Holothuria impatiens ‡
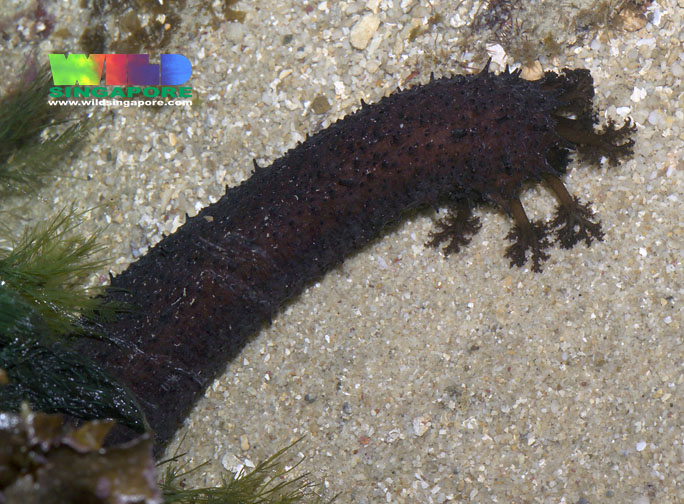
Holothuria leucospilota
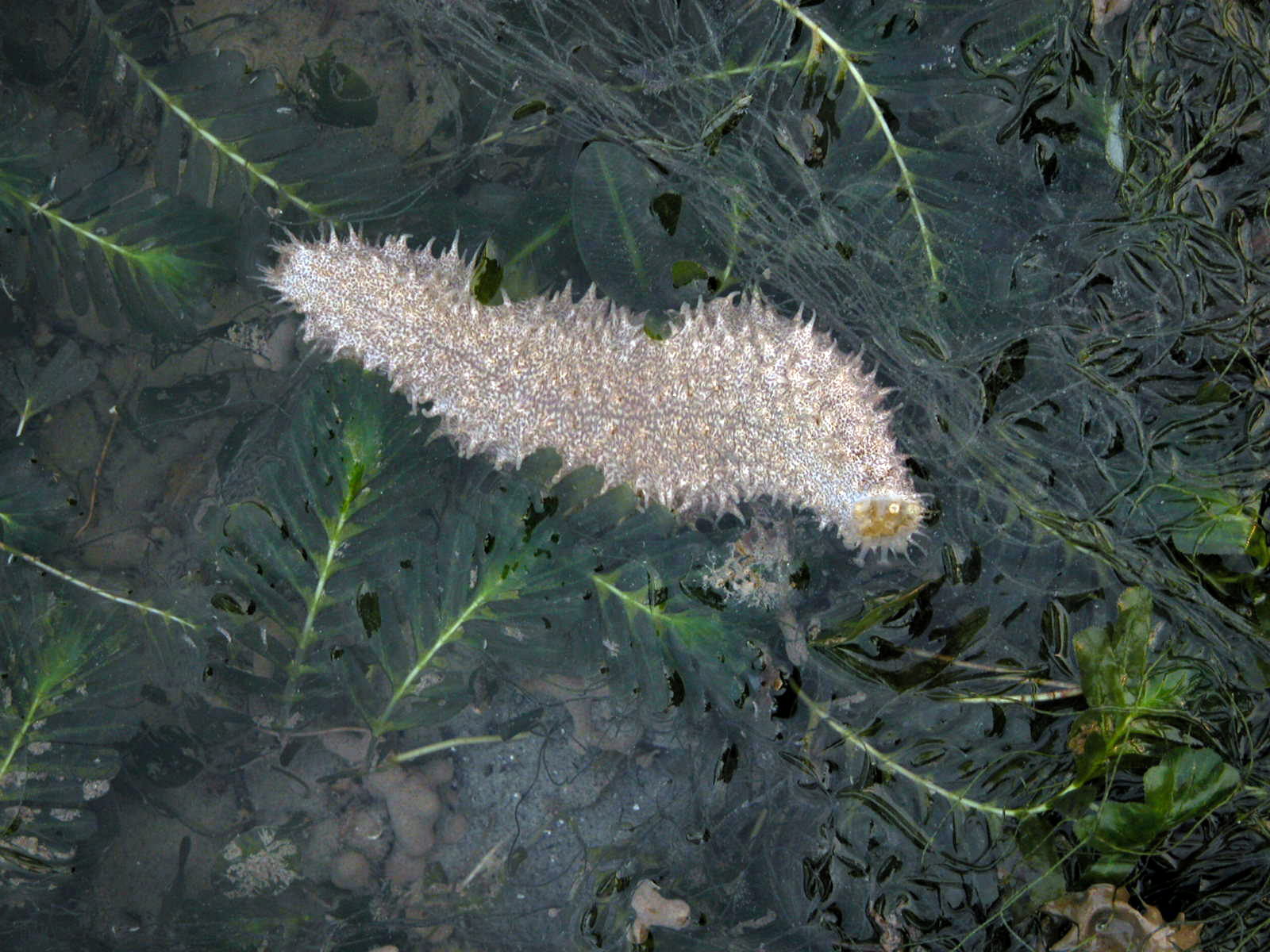
Holothuria martensi
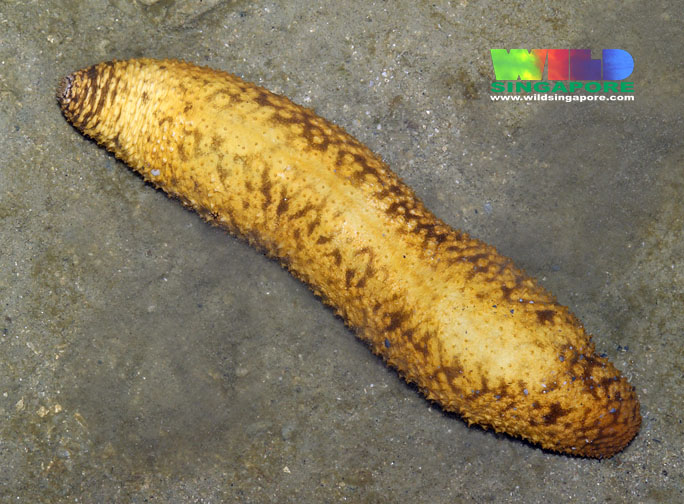
Holothuria notabilis
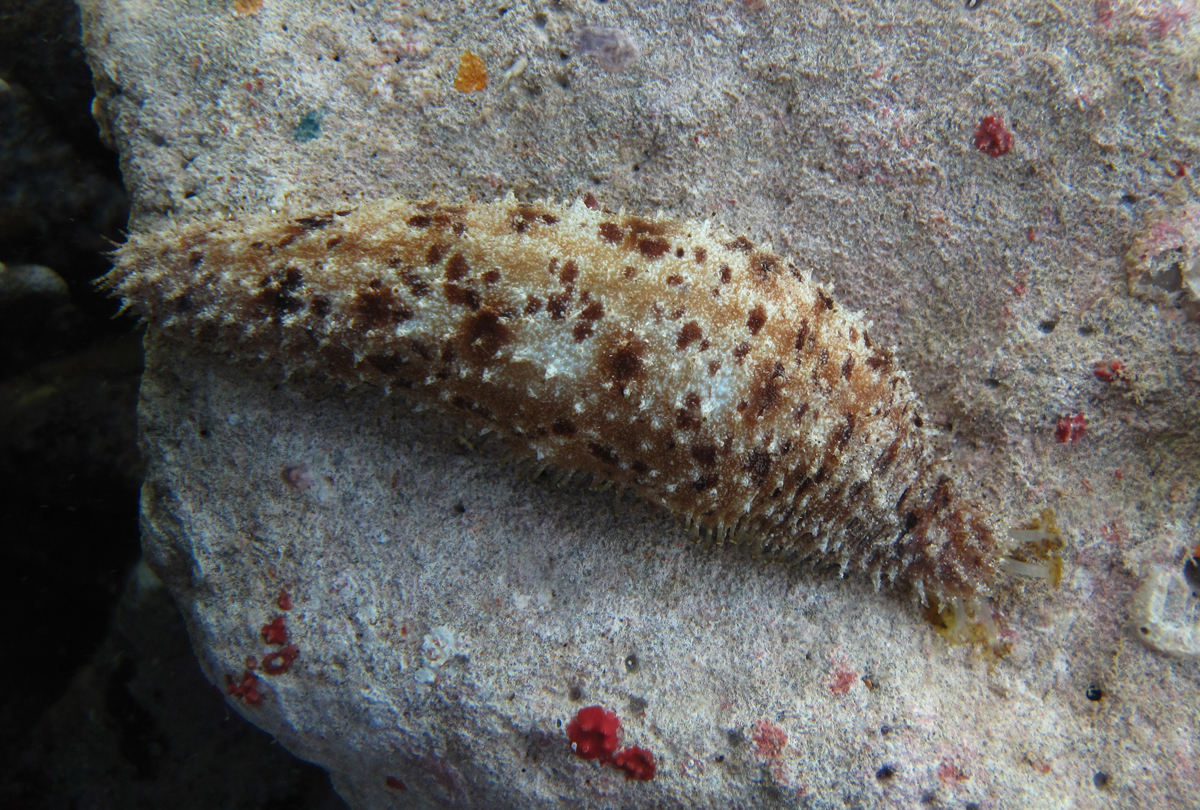
Holothuria pardalis ‡
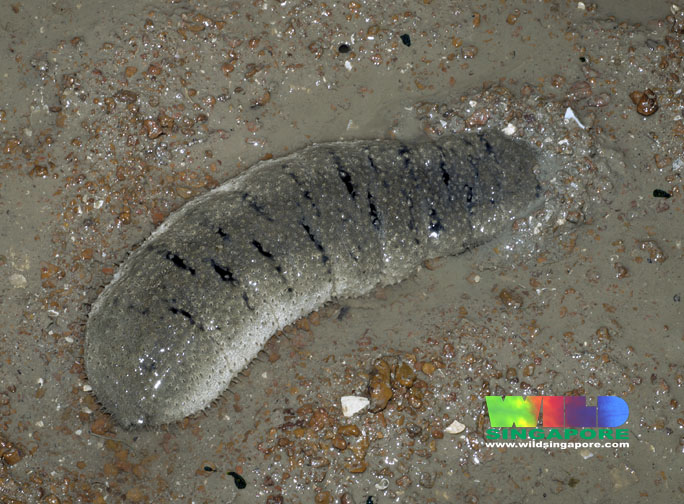
Holothuria scabra
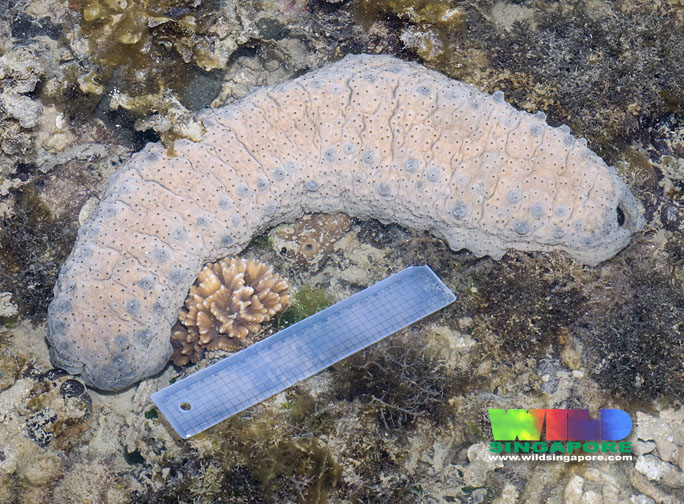
Stichopus herrmanni
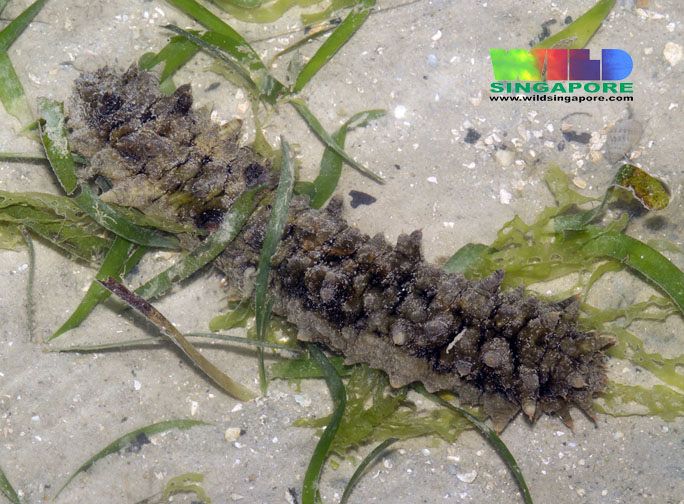
Stichopus monotuberculatus ou S. horrens
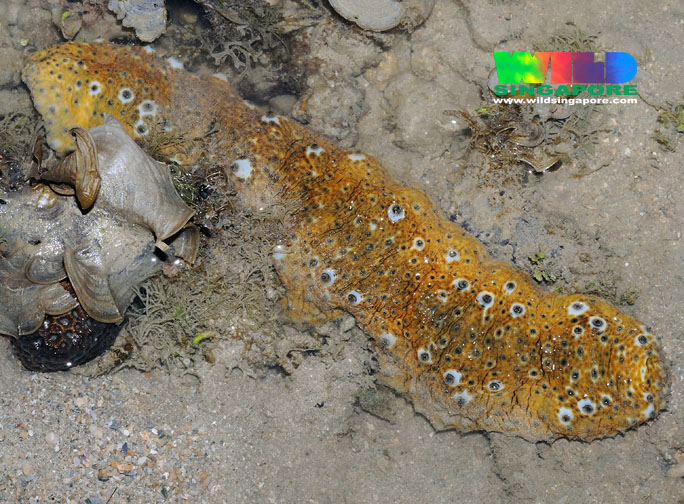
Stichopus ocellatus
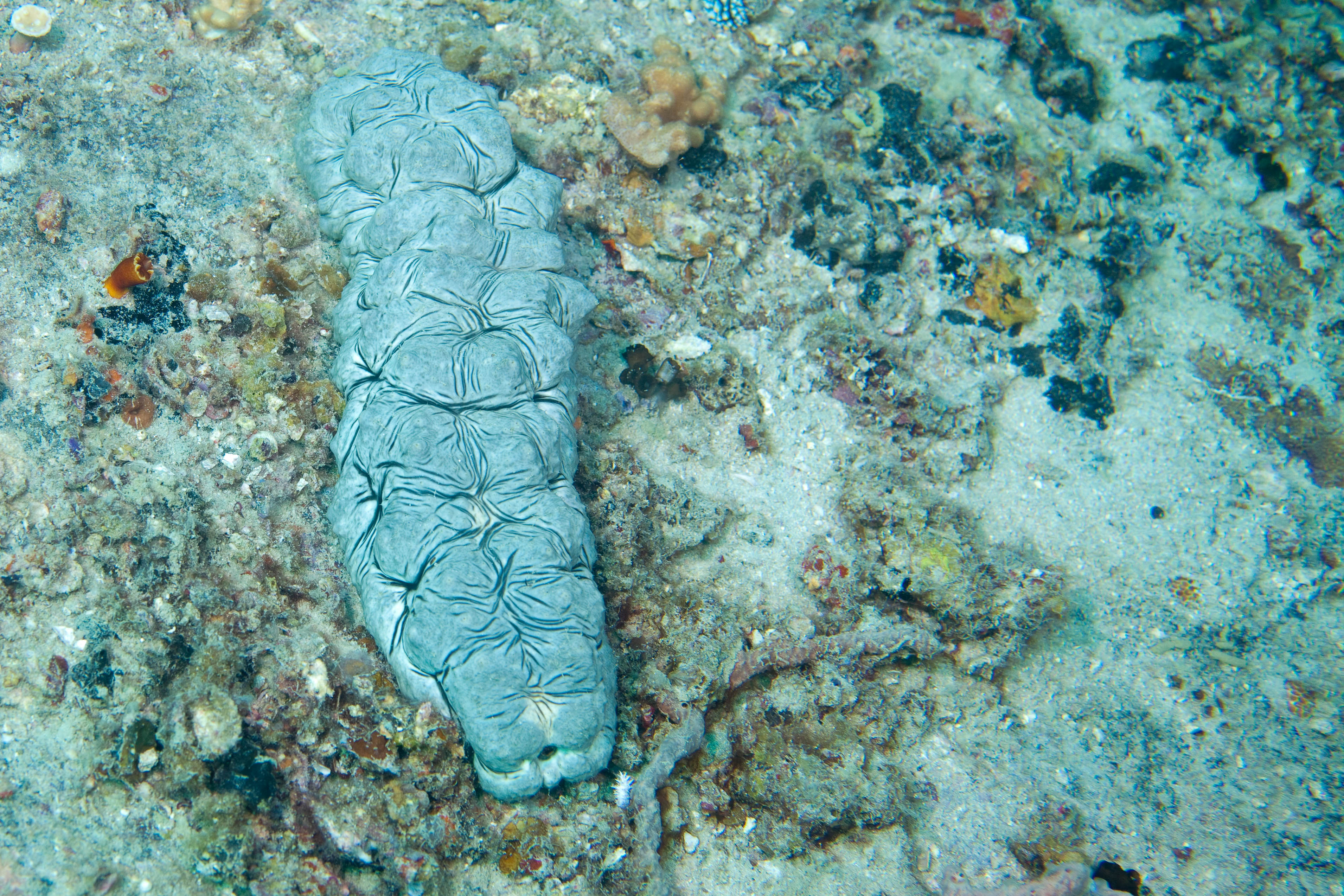
Stichopus vastus ‡
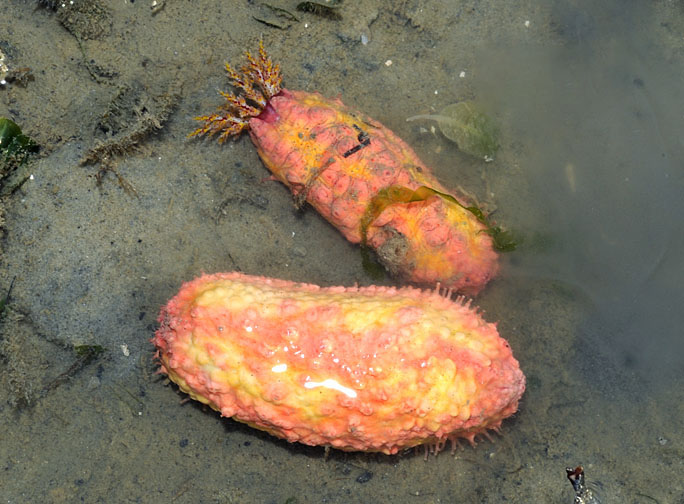
Cercodemas anceps
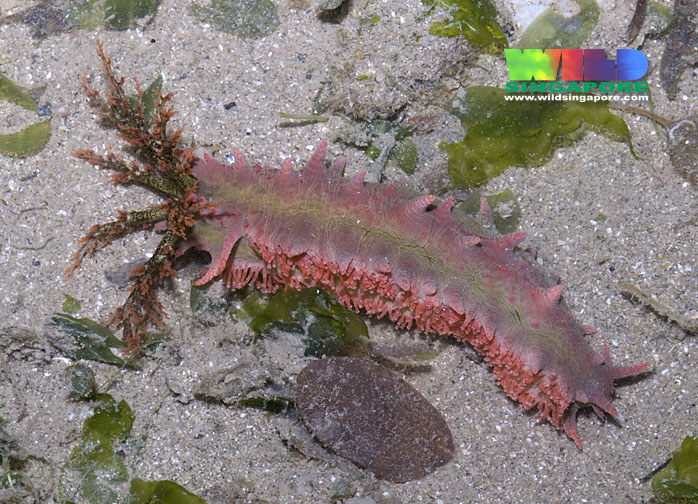
Colochirus quadrangularis
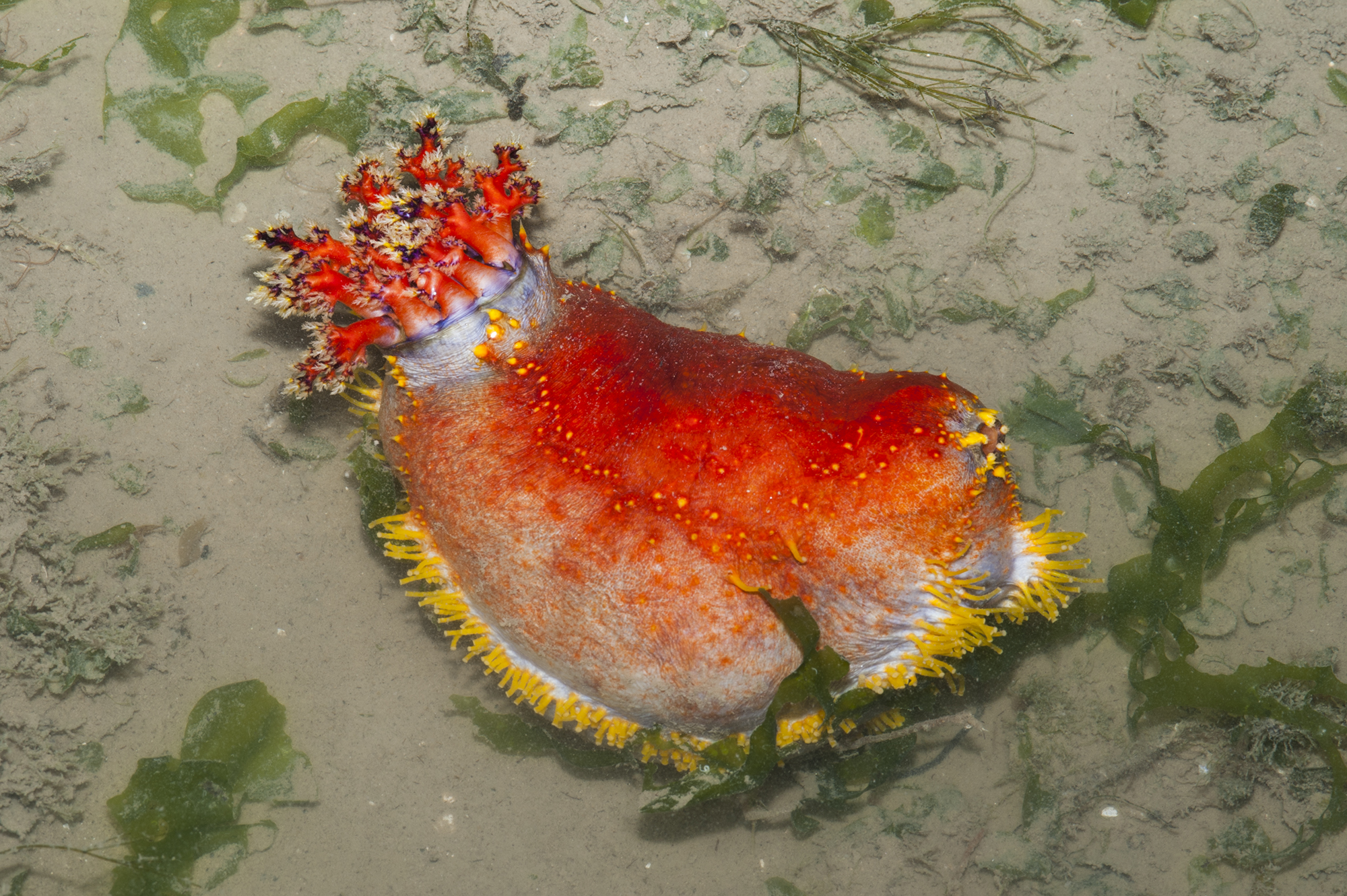
Pseudocolochirus violaceus
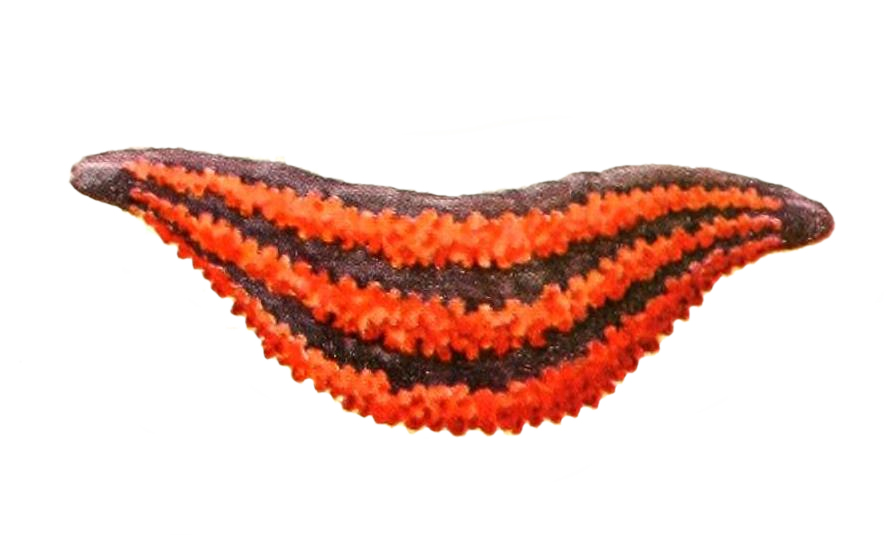
Mensamaria intercedens
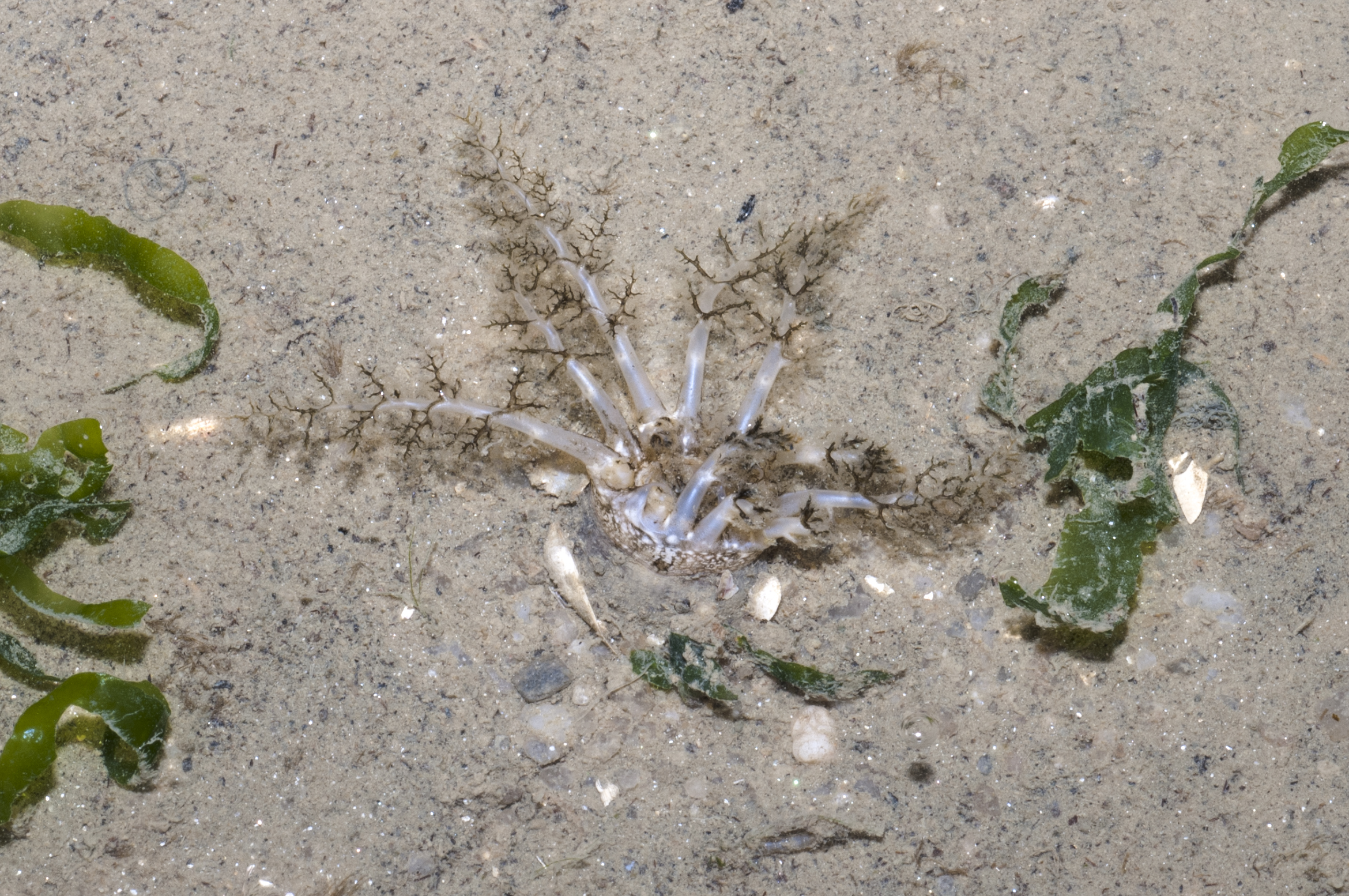
Phyllophorus sp.
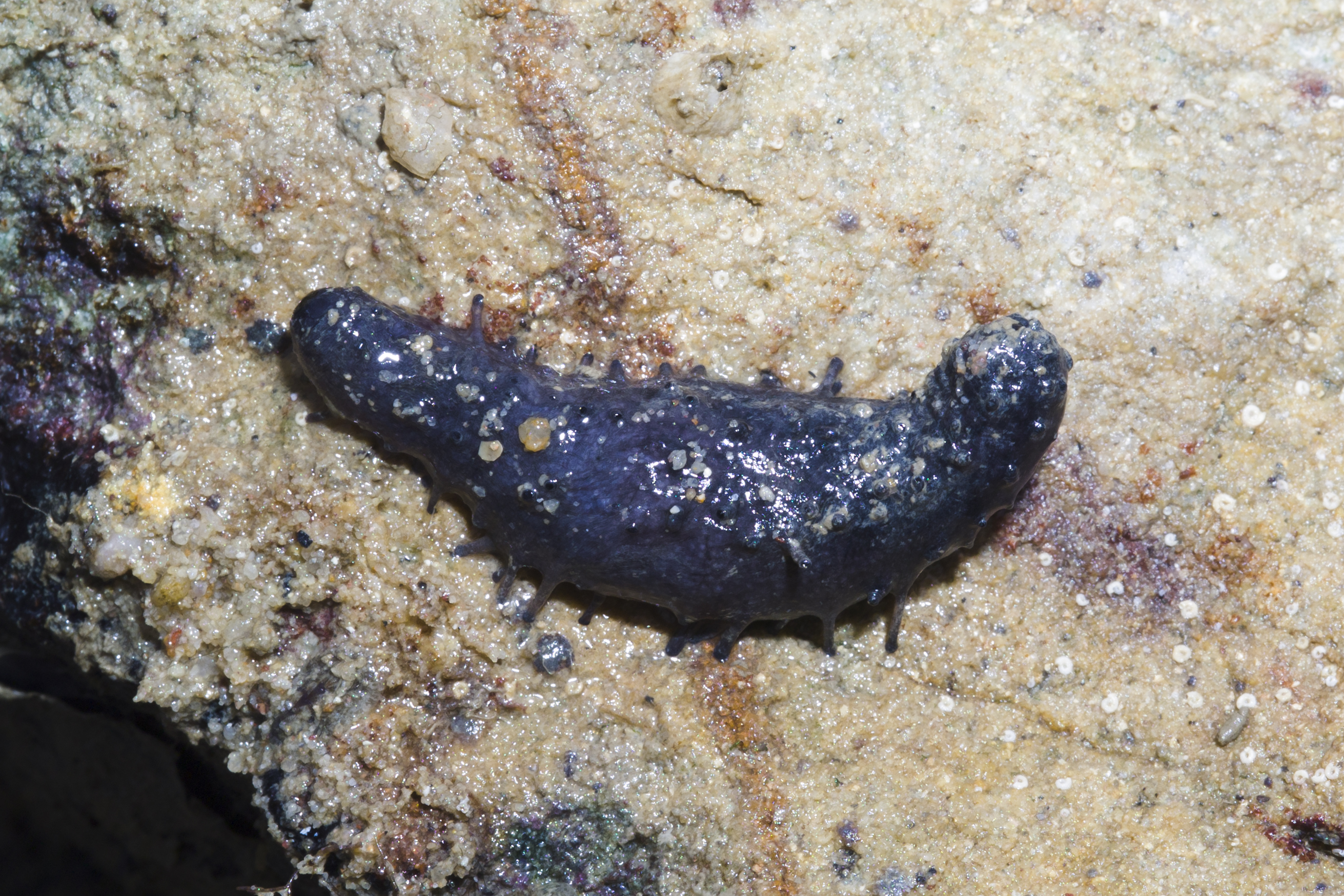
Afrocucumis africana
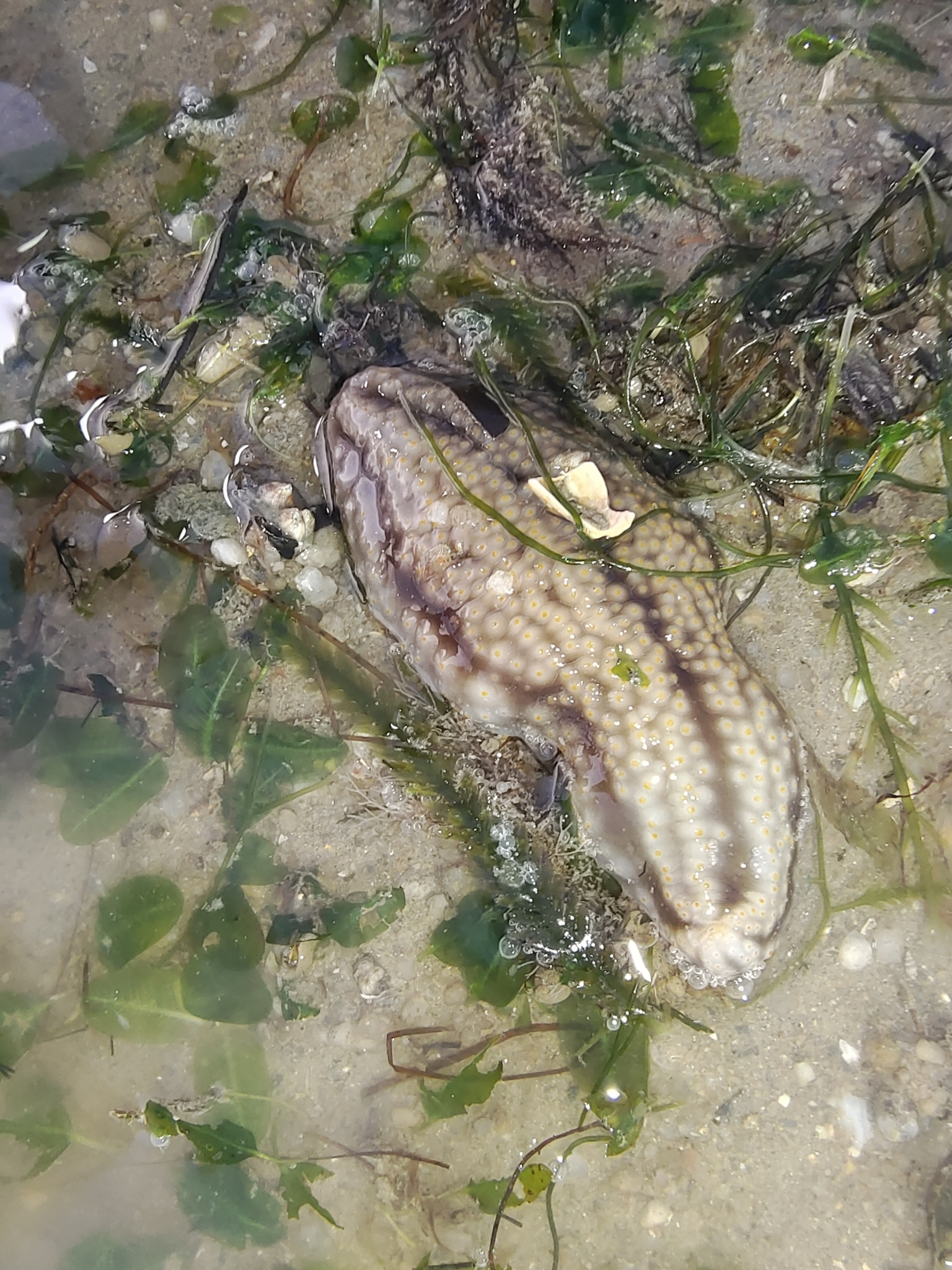
Cladolabes hamatus
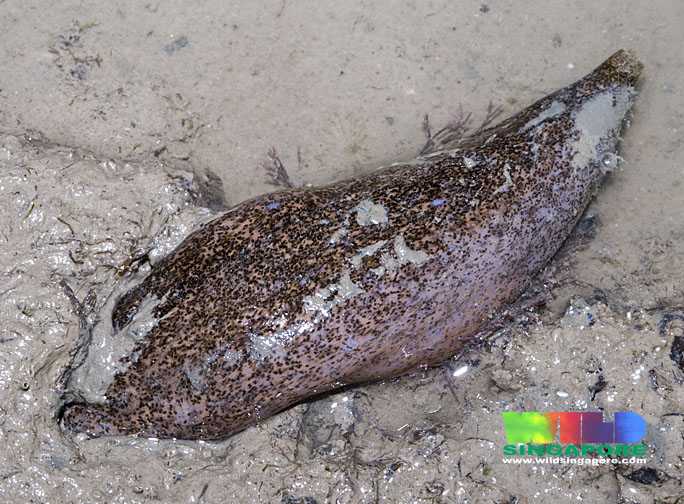
Acaudina leucoprocta
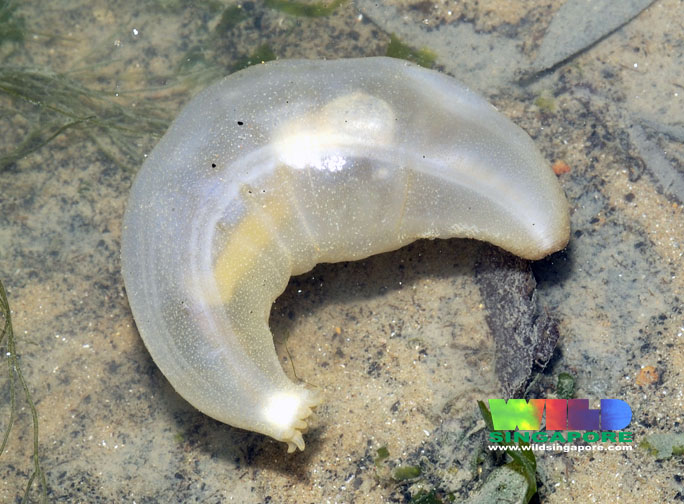
Paracaudina chilensis

Non illustrés : Protankyra bidentata, Protankyra pseudodigitata, Synaptula cf. recta, Synaptula minima, Synaptula reticulata, Leptopentacta sp., Hemithyone semperi, Phyllophorella spiculata, Phyllophorus spiculata, Stolus buccalis, Holothuria crosnieri.

### Sources

#### Publications scientifiques
- (en) Joo Yong Ong, Ismiliana Wirawati et H.P.S. Wong, « Sea cucumbers (Echinodermata: Holothuroidea) collected from the Singapore Strait », Raffles Bulletin of Zoology,‎ 2016, p. 666-717 (lire en ligne).
- (en) Toshihiko  Fujita, « Brittle stars of Ophiodermatidae and Ophiolepididae (Echinodermata: Ophiuroidea:  Ophiurida:  Ophiurina)  collected  from  the  Singapore  Strait », Raffles Bulletin of Zoology, no 34,‎ 2016, p. 619–626 (lire en ligne).
- (en) F.P. Bedford, « On Echinoderms from Singapore and Malacca », Proceedings Of The Zoological Society Of London, vol. 1900, no 2,‎ 2011, p. 271-299 (ISSN 0370-2774, lire en ligne).
- (en) David J.W. Lane et Didier VanDenSpiegel, A Guide to Sea Stars and Other Echinoderms of Singapore, Singapour, Singapore Science Centre, 2003, 187 p.
- (en) David J.W. Lane, Loisette M. Marsh, Didier VanDenSpiegel, Frank W.E. Rowe, « Echinoderm fauna of the south China sea: an inventory and analysis of distribution patterns », The Raffles Bulletin Of Zoology, vol. 2000, no 8,‎ 2000, p. 35 (lire en ligne).
- (en) Didier Vandenspiegel, David J. W. Lane, Salvatore Stampanato et Michel Jangoux, « The asteroid fauna (Echinodermata) of Singapore, with a distribution table and an illustrated identification to the species », Raffles Bulletin of Zoology, vol. 46, no 2,‎ 1998, p. 431–70 (lire en ligne).
- (en) Bedford, F.P., « On the echinoderms from Singapore and Malacca », Proceedings of the Zoological Society of London,‎ 1900, p. 271-299 (lire en ligne).

#### Sites de référence en identification d'espèces marines
- « Données d'observations pour la reconnaissance et l'identification de la faune et de la flore subaquatiques », sur DORIS, site partenaire du MNHN géré par la CNEBS de la FFESSM.
- « Sous Les Mers », sur www.souslesmers.fr, administré par François Cornu.
- (en) « Marine Species Identification Portal », sur species-identification.org.

#### Sites spécialisés sur la région
- (en) « The Biodiversity of Singapore - Echinoderms », sur singapore.biodiversity.online.
- (en) Ria Tan, « Wild Singapore », sur wildsingapore.com/.
- (en) « Echinoderms (Phylum Echinodermata) of Singapore », sur tidechaser.blogspot.fr.
- (en) « Is there marine life in Singapore ? », sur mangrove.nus.edu.sg.

#### Bases de données taxinomiques
- (en) « World Register of Marine Species », sur World Register of Marine Species.
- (en) « Système d'information taxonomique intégré », sur ITIS.
- (en) « Sea Life Base », sur Sealifebase.org.